# Lista de asteroides (451001-452000)
Esta é uma lista parcial de asteroides, do asteroide número 451001 até o 452000, inclusive. Veja também o índice com todas as listas disponíveis.

| Objeto Próximos à Terra | Cinturão de asteroides (interno) | Cinturão de asteroides (externo) | Centauro       |
| Cruzador de Marte       | Cinturão de asteroides (meio)    | Troianos de Júpiter              | Transnetuniano |

Veja mais dados de cada asteroide na ligação externa para o Minor Planet Center na última coluna.
Índice: 451001... 451101... 451201... 451301... 451401... 451501... 451601... 451701... 451801... 451901... 

## 451001–451100
| Designação | Designação | Descoberta  | Descoberta   | Descobridor(es)     | Categoria | Mais informações / Referência |
| Permanente | Provisória | Data        | Local        | Descobridor(es)     | Categoria | Mais informações / Referência |
| ---------- | ---------- | ----------- | ------------ | ------------------- | --------- | ----------------------------- |
| 451001     | 2008 TK134 | 8 out 2008  | Kitt Peak    | Spacewatch          | —         | MPC                           |
| 451002     | 2008 TU188 | 10 out 2008 | Mount Lemmon | Mount Lemmon Survey | —         | MPC                           |
| 451003     | 2008 UD1   | 21 out 2008 | Mount Lemmon | Mount Lemmon Survey | —         | MPC                           |
| 451004     | 2008 US25  | 9 set 2008  | Mount Lemmon | Mount Lemmon Survey | —         | MPC                           |
| 451005     | 2008 UN27  | 20 out 2008 | Kitt Peak    | Spacewatch          | Mitidika  | MPC                           |
| 451006     | 2008 UX46  | 20 out 2008 | Kitt Peak    | Spacewatch          | —         | MPC                           |
| 451007     | 2008 UE53  | 20 out 2008 | Kitt Peak    | Spacewatch          | —         | MPC                           |
| 451008     | 2008 UX55  | 21 out 2008 | Kitt Peak    | Spacewatch          | —         | MPC                           |
| 451009     | 2008 UA61  | 28 set 2008 | Mount Lemmon | Mount Lemmon Survey | —         | MPC                           |
| 451010     | 2008 UR76  | 21 out 2008 | Kitt Peak    | Spacewatch          | —         | MPC                           |
| 451011     | 2008 UO83  | 22 out 2008 | Kitt Peak    | Spacewatch          | —         | MPC                           |
| 451012     | 2008 UK98  | 26 out 2008 | Socorro      | LINEAR              | —         | MPC                           |
| 451013     | 2008 UK131 | 23 out 2008 | Kitt Peak    | Spacewatch          | —         | MPC                           |
| 451014     | 2008 UG136 | 23 out 2008 | Kitt Peak    | Spacewatch          | Flora     | MPC                           |
| 451015     | 2008 UK179 | 24 out 2008 | Kitt Peak    | Spacewatch          | —         | MPC                           |
| 451016     | 2008 UN184 | 24 out 2008 | Kitt Peak    | Spacewatch          | —         | MPC                           |
| 451017     | 2008 UR228 | 25 out 2008 | Kitt Peak    | Spacewatch          | —         | MPC                           |
| 451018     | 2008 UP240 | 26 out 2008 | Kitt Peak    | Spacewatch          | —         | MPC                           |
| 451019     | 2008 UX268 | 28 out 2008 | Kitt Peak    | Spacewatch          | —         | MPC                           |
| 451020     | 2008 UY275 | 20 out 2008 | Kitt Peak    | Spacewatch          | —         | MPC                           |
| 451021     | 2008 UH365 | 24 out 2008 | Catalina     | CSS                 | —         | MPC                           |
| 451022     | 2008 VS33  | 2 nov 2008  | Mount Lemmon | Mount Lemmon Survey | —         | MPC                           |
| 451023     | 2008 VN39  | 26 out 2008 | Kitt Peak    | Spacewatch          | —         | MPC                           |
| 451024     | 2008 VF54  | 6 nov 2008  | Kitt Peak    | Spacewatch          | —         | MPC                           |
| 451025     | 2008 WK20  | 17 nov 2008 | Kitt Peak    | Spacewatch          | —         | MPC                           |
| 451026     | 2008 WE33  | 6 nov 2008  | Catalina     | CSS                 | —         | MPC                           |
| 451027     | 2008 WF50  | 7 nov 2008  | Mount Lemmon | Mount Lemmon Survey | —         | MPC                           |
| 451028     | 2008 WY70  | 18 nov 2008 | Kitt Peak    | Spacewatch          | —         | MPC                           |
| 451029     | 2008 WL76  | 20 nov 2008 | Kitt Peak    | Spacewatch          | —         | MPC                           |
| 451030     | 2008 WQ80  | 20 nov 2008 | Kitt Peak    | Spacewatch          | —         | MPC                           |
| 451031     | 2008 WH100 | 1 nov 2008  | Mount Lemmon | Mount Lemmon Survey | —         | MPC                           |
| 451032     | 2008 WX104 | 25 set 2008 | Mount Lemmon | Mount Lemmon Survey | Mitidika  | MPC                           |
| 451033     | 2008 WF111 | 30 nov 2008 | Kitt Peak    | Spacewatch          | —         | MPC                           |
| 451034     | 2008 WO114 | 23 out 2008 | Kitt Peak    | Spacewatch          | —         | MPC                           |
| 451035     | 2008 WT116 | 30 nov 2008 | Kitt Peak    | Spacewatch          | —         | MPC                           |
| 451036     | 2008 WT133 | 18 nov 2008 | Catalina     | CSS                 | Flora     | MPC                           |
| 451037     | 2008 XN3   | 2 dez 2008  | Socorro      | LINEAR              | —         | MPC                           |
| 451038     | 2008 XV29  | 1 dez 2008  | Kitt Peak    | Spacewatch          | —         | MPC                           |
| 451039     | 2008 XO46  | 19 nov 2008 | Kitt Peak    | Spacewatch          | —         | MPC                           |
| 451040     | 2008 XM47  | 2 dez 2008  | Kitt Peak    | Spacewatch          | —         | MPC                           |
| 451041     | 2008 XT54  | 4 dez 2008  | Socorro      | LINEAR              | —         | MPC                           |
| 451042     | 2008 YE    | 21 nov 2008 | Mount Lemmon | Mount Lemmon Survey | —         | MPC                           |
| 451043     | 2008 YB2   | 19 dez 2008 | Socorro      | LINEAR              | —         | MPC                           |
| 451044     | 2008 YQ3   | 29 set 2008 | Mount Lemmon | Mount Lemmon Survey | —         | MPC                           |
| 451045     | 2008 YV9   | 24 nov 2008 | Mount Lemmon | Mount Lemmon Survey | —         | MPC                           |
| 451046     | 2008 YR12  | 21 nov 2008 | Kitt Peak    | Spacewatch          | —         | MPC                           |
| 451047     | 2008 YR83  | 31 dez 2008 | Kitt Peak    | Spacewatch          | Mitidika  | MPC                           |
| 451048     | 2008 YE88  | 21 dez 2008 | Kitt Peak    | Spacewatch          | —         | MPC                           |
| 451049     | 2008 YO90  | 29 dez 2008 | Kitt Peak    | Spacewatch          | —         | MPC                           |
| 451050     | 2008 YL93  | 21 dez 2008 | Kitt Peak    | Spacewatch          | —         | MPC                           |
| 451051     | 2008 YP102 | 29 dez 2008 | Kitt Peak    | Spacewatch          | —         | MPC                           |
| 451052     | 2008 YU104 | 24 nov 2008 | Mount Lemmon | Mount Lemmon Survey | —         | MPC                           |
| 451053     | 2008 YZ107 | 21 nov 2008 | Mount Lemmon | Mount Lemmon Survey | —         | MPC                           |
| 451054     | 2008 YO108 | 29 dez 2008 | Kitt Peak    | Spacewatch          | —         | MPC                           |
| 451055     | 2008 YB112 | 31 dez 2008 | Kitt Peak    | Spacewatch          | —         | MPC                           |
| 451056     | 2008 YW112 | 31 dez 2008 | Kitt Peak    | Spacewatch          | Juno      | MPC                           |
| 451057     | 2008 YY116 | 21 nov 2008 | Mount Lemmon | Mount Lemmon Survey | —         | MPC                           |
| 451058     | 2008 YS123 | 30 dez 2008 | Kitt Peak    | Spacewatch          | —         | MPC                           |
| 451059     | 2008 YS133 | 30 dez 2008 | La Sagra     | Mallorca Obs.       | —         | MPC                           |
| 451060     | 2008 YK151 | 22 dez 2008 | Kitt Peak    | Spacewatch          | Mitidika  | MPC                           |
| 451061     | 2008 YM155 | 22 dez 2008 | Kitt Peak    | Spacewatch          | —         | MPC                           |
| 451062     | 2008 YU157 | 30 dez 2008 | Mount Lemmon | Mount Lemmon Survey | —         | MPC                           |
| 451063     | 2008 YY162 | 22 dez 2008 | Mount Lemmon | Mount Lemmon Survey | —         | MPC                           |
| 451064     | 2008 YC166 | 22 dez 2008 | Mount Lemmon | Mount Lemmon Survey | Mitidika  | MPC                           |
| 451065     | 2009 AJ3   | 9 out 2004  | Kitt Peak    | Spacewatch          | —         | MPC                           |
| 451066     | 2009 AU24  | 3 jan 2009  | Kitt Peak    | Spacewatch          | —         | MPC                           |
| 451067     | 2009 AW24  | 22 dez 2008 | Kitt Peak    | Spacewatch          | —         | MPC                           |
| 451068     | 2009 AR25  | 2 jan 2009  | Kitt Peak    | Spacewatch          | —         | MPC                           |
| 451069     | 2009 AL33  | 15 jan 2009 | Kitt Peak    | Spacewatch          | —         | MPC                           |
| 451070     | 2009 BZ17  | 16 jan 2009 | Kitt Peak    | Spacewatch          | Mitidika  | MPC                           |
| 451071     | 2009 BN20  | 22 dez 2008 | Kitt Peak    | Spacewatch          | —         | MPC                           |
| 451072     | 2009 BO26  | 31 dez 2008 | Mount Lemmon | Mount Lemmon Survey | —         | MPC                           |
| 451073     | 2009 BG30  | 29 dez 2008 | Kitt Peak    | Spacewatch          | —         | MPC                           |
| 451074     | 2009 BV31  | 16 jan 2009 | Kitt Peak    | Spacewatch          | Mitidika  | MPC                           |
| 451075     | 2009 BE35  | 16 jan 2009 | Kitt Peak    | Spacewatch          | —         | MPC                           |
| 451076     | 2009 BG39  | 16 jan 2009 | Kitt Peak    | Spacewatch          | —         | MPC                           |
| 451077     | 2009 BC63  | 20 jan 2009 | Kitt Peak    | Spacewatch          | —         | MPC                           |
| 451078     | 2009 BT63  | 20 jan 2009 | Kitt Peak    | Spacewatch          | —         | MPC                           |
| 451079     | 2009 BF70  | 25 jan 2009 | Catalina     | CSS                 | —         | MPC                           |
| 451080     | 2009 BV84  | 25 jan 2009 | Kitt Peak    | Spacewatch          | Mitidika  | MPC                           |
| 451081     | 2009 BO85  | 25 jan 2009 | Kitt Peak    | Spacewatch          | —         | MPC                           |
| 451082     | 2009 BZ91  | 29 dez 2008 | Mount Lemmon | Mount Lemmon Survey | —         | MPC                           |
| 451083     | 2009 BR100 | 22 dez 2008 | Kitt Peak    | Spacewatch          | —         | MPC                           |
| 451084     | 2009 BU106 | 28 jan 2009 | Catalina     | CSS                 | —         | MPC                           |
| 451085     | 2009 BW115 | 31 dez 2008 | Kitt Peak    | Spacewatch          | —         | MPC                           |
| 451086     | 2009 BP123 | 20 jan 2009 | Kitt Peak    | Spacewatch          | —         | MPC                           |
| 451087     | 2009 BL126 | 29 jan 2009 | Kitt Peak    | Spacewatch          | —         | MPC                           |
| 451088     | 2009 BQ142 | 30 jan 2009 | Kitt Peak    | Spacewatch          | —         | MPC                           |
| 451089     | 2009 BV142 | 30 jan 2009 | Kitt Peak    | Spacewatch          | —         | MPC                           |
| 451090     | 2009 BX176 | 9 dez 2004  | Kitt Peak    | Spacewatch          | —         | MPC                           |
| 451091     | 2009 BH177 | 29 jan 2009 | Mount Lemmon | Mount Lemmon Survey | —         | MPC                           |
| 451092     | 2009 BC186 | 30 jan 2009 | Catalina     | CSS                 | —         | MPC                           |
| 451093     | 2009 CA5   | 29 dez 2008 | Kitt Peak    | Spacewatch          | —         | MPC                           |
| 451094     | 2009 CL21  | 18 jan 2009 | Kitt Peak    | Spacewatch          | —         | MPC                           |
| 451095     | 2009 CS22  | 1 fev 2009  | Kitt Peak    | Spacewatch          | —         | MPC                           |
| 451096     | 2009 CR27  | 1 fev 2009  | Kitt Peak    | Spacewatch          | —         | MPC                           |
| 451097     | 2009 CH35  | 2 out 2000  | Socorro      | LINEAR              | —         | MPC                           |
| 451098     | 2009 CJ36  | 20 jan 2009 | Kitt Peak    | Spacewatch          | —         | MPC                           |
| 451099     | 2009 CR47  | 14 fev 2009 | Kitt Peak    | Spacewatch          | —         | MPC                           |
| 451100     | 2009 CU62  | 13 fev 2009 | Kitt Peak    | Spacewatch          | Mitidika  | MPC                           |

## 451101–451200
| Designação | Designação | Descoberta  | Descoberta      | Descobridor(es)     | Categoria | Mais informações / Referência |
| Permanente | Provisória | Data        | Local           | Descobridor(es)     | Categoria | Mais informações / Referência |
| ---------- | ---------- | ----------- | --------------- | ------------------- | --------- | ----------------------------- |
| 451101     | 2009 DR16  | 17 jan 2009 | Kitt Peak       | Spacewatch          | Phocaea   | MPC                           |
| 451102     | 2009 DX51  | 15 jan 2009 | Kitt Peak       | Spacewatch          | —         | MPC                           |
| 451103     | 2009 DN63  | 31 jan 2009 | Kitt Peak       | Spacewatch          | —         | MPC                           |
| 451104     | 2009 DJ132 | 27 fev 2009 | Kitt Peak       | Spacewatch          | —         | MPC                           |
| 451105     | 2009 EH14  | 15 mar 2009 | Kitt Peak       | Spacewatch          | —         | MPC                           |
| 451106     | 2009 EM15  | 17 jan 2005 | Kitt Peak       | Spacewatch          | —         | MPC                           |
| 451107     | 2009 EW22  | 3 mar 2009  | Kitt Peak       | Spacewatch          | —         | MPC                           |
| 451108     | 2009 EV23  | 15 mar 2009 | Kitt Peak       | Spacewatch          | —         | MPC                           |
| 451109     | 2009 FU9   | 17 mar 2009 | Kitt Peak       | Spacewatch          | —         | MPC                           |
| 451110     | 2009 FG24  | 20 mar 2009 | La Sagra        | Mallorca Obs.       | —         | MPC                           |
| 451111     | 2009 FG41  | 21 mar 2009 | La Sagra        | Mallorca Obs.       | —         | MPC                           |
| 451112     | 2009 FT41  | 26 mar 2009 | Mount Lemmon    | Mount Lemmon Survey | —         | MPC                           |
| 451113     | 2009 FA65  | 17 mar 2009 | Kitt Peak       | Spacewatch          | —         | MPC                           |
| 451114     | 2009 FO69  | 17 mar 2009 | Kitt Peak       | Spacewatch          | —         | MPC                           |
| 451115     | 2009 FL78  | 1 mar 2009  | Catalina        | CSS                 | —         | MPC                           |
| 451116     | 2009 GW5   | 2 abr 2009  | Kitt Peak       | Spacewatch          | —         | MPC                           |
| 451117     | 2009 HS25  | 17 mar 2009 | Kitt Peak       | Spacewatch          | —         | MPC                           |
| 451118     | 2009 HA45  | 20 abr 2009 | Kitt Peak       | Spacewatch          | —         | MPC                           |
| 451119     | 2009 HP82  | 22 abr 2009 | La Sagra        | Mallorca Obs.       | —         | MPC                           |
| 451120     | 2009 HU93  | 30 abr 2009 | Kitt Peak       | Spacewatch          | —         | MPC                           |
| 451121     | 2009 HW102 | 17 abr 2009 | Kitt Peak       | Spacewatch          | —         | MPC                           |
| 451122     | 2009 JE6   | 29 abr 2009 | Kitt Peak       | Spacewatch          | —         | MPC                           |
| 451123     | 2009 JZ10  | 14 mai 2009 | Kitt Peak       | Spacewatch          | —         | MPC                           |
| 451124     | 2009 KC3   | 23 mai 2009 | Siding Spring   | SSS                 | —         | MPC                           |
| 451125     | 2009 KB7   | 25 mai 2009 | Tiki            | N. Teamo            | —         | MPC                           |
| 451126     | 2009 KU13  | 25 mai 2009 | Kitt Peak       | Spacewatch          | —         | MPC                           |
| 451127     | 2009 KK28  | 1 mai 2009  | Mount Lemmon    | Mount Lemmon Survey | —         | MPC                           |
| 451128     | 2009 LN5   | 19 set 2001 | Socorro         | LINEAR              | —         | MPC                           |
| 451129     | 2009 MU9   | 23 jun 2009 | Mount Lemmon    | Mount Lemmon Survey | —         | MPC                           |
| 451130     | 2009 NB    | 2 jul 2009  | La Sagra        | Mallorca Obs.       | —         | MPC                           |
| 451131     | 2009 OR18  | 28 jul 2009 | Kitt Peak       | Spacewatch          | —         | MPC                           |
| 451132     | 2009 PR2   | 27 jul 2009 | Catalina        | CSS                 | —         | MPC                           |
| 451133     | 2009 PW11  | 15 ago 2009 | Catalina        | CSS                 | —         | MPC                           |
| 451134     | 2009 QV2   | 16 ago 2009 | Kitt Peak       | Spacewatch          | —         | MPC                           |
| 451135     | 2009 QS28  | 23 ago 2009 | Bisei SG Center | BATTeRS             | —         | MPC                           |
| 451136     | 2009 QH30  | 21 ago 2009 | Socorro         | LINEAR              | —         | MPC                           |
| 451137     | 2009 QJ31  | 20 ago 2009 | La Sagra        | Mallorca Obs.       | —         | MPC                           |
| 451138     | 2009 QC37  | 29 ago 2009 | Zelenchukskaya  | T. V. Kryachko      | Brangane  | MPC                           |
| 451139     | 2009 QN37  | 15 ago 2009 | Kitt Peak       | Spacewatch          | —         | MPC                           |
| 451140     | 2009 QP54  | 27 ago 2009 | Kitt Peak       | Spacewatch          | —         | MPC                           |
| 451141     | 2009 QZ55  | 29 ago 2009 | Kitt Peak       | Spacewatch          | —         | MPC                           |
| 451142     | 2009 QY58  | 31 ago 2009 | Siding Spring   | SSS                 | —         | MPC                           |
| 451143     | 2009 QB60  | 16 ago 2009 | Catalina        | CSS                 | —         | MPC                           |
| 451144     | 2009 QN61  | 26 ago 2009 | Socorro         | LINEAR              | —         | MPC                           |
| 451145     | 2009 QA63  | 28 ago 2009 | Kitt Peak       | Spacewatch          | —         | MPC                           |
| 451146     | 2009 QZ63  | 17 ago 2009 | Catalina        | CSS                 | —         | MPC                           |
| 451147     | 2009 RR12  | 12 set 2009 | Kitt Peak       | Spacewatch          | —         | MPC                           |
| 451148     | 2009 RJ16  | 12 set 2009 | Kitt Peak       | Spacewatch          | —         | MPC                           |
| 451149     | 2009 RL17  | 12 set 2009 | Kitt Peak       | Spacewatch          | —         | MPC                           |
| 451150     | 2009 RK40  | 15 set 2009 | Kitt Peak       | Spacewatch          | Brangane  | MPC                           |
| 451151     | 2009 SR10  | 16 set 2009 | Kitt Peak       | Spacewatch          | —         | MPC                           |
| 451152     | 2009 SC23  | 23 ago 2004 | Kitt Peak       | Spacewatch          | —         | MPC                           |
| 451153     | 2009 SC27  | 16 set 2009 | Kitt Peak       | Spacewatch          | —         | MPC                           |
| 451154     | 2009 SZ30  | 16 set 2009 | Kitt Peak       | Spacewatch          | Brangane  | MPC                           |
| 451155     | 2009 SS76  | 17 set 2009 | Kitt Peak       | Spacewatch          | —         | MPC                           |
| 451156     | 2009 SL85  | 27 ago 2009 | Kitt Peak       | Spacewatch          | —         | MPC                           |
| 451157     | 2009 SQ104 | 26 set 2009 | Mount Lemmon    | Mount Lemmon Survey | —         | MPC                           |
| 451158     | 2009 SD111 | 18 set 2009 | Kitt Peak       | Spacewatch          | —         | MPC                           |
| 451159     | 2009 SM114 | 18 set 2009 | Kitt Peak       | Spacewatch          | —         | MPC                           |
| 451160     | 2009 SU119 | 6 jan 2006  | Catalina        | CSS                 | —         | MPC                           |
| 451161     | 2009 SM135 | 18 set 2009 | Kitt Peak       | Spacewatch          | —         | MPC                           |
| 451162     | 2009 SN138 | 18 set 2009 | Kitt Peak       | Spacewatch          | —         | MPC                           |
| 451163     | 2009 SX146 | 19 set 2009 | Kitt Peak       | Spacewatch          | —         | MPC                           |
| 451164     | 2009 SE154 | 20 set 2009 | Kitt Peak       | Spacewatch          | —         | MPC                           |
| 451165     | 2009 SX162 | 20 nov 2004 | Kitt Peak       | Spacewatch          | —         | MPC                           |
| 451166     | 2009 SJ163 | 21 set 2009 | Mount Lemmon    | Mount Lemmon Survey | —         | MPC                           |
| 451167     | 2009 SY182 | 21 set 2009 | Mount Lemmon    | Mount Lemmon Survey | Brangane  | MPC                           |
| 451168     | 2009 SP213 | 15 set 2009 | Kitt Peak       | Spacewatch          | —         | MPC                           |
| 451169     | 2009 SO215 | 24 set 2009 | Kitt Peak       | Spacewatch          | —         | MPC                           |
| 451170     | 2009 SD218 | 24 set 2009 | Kitt Peak       | Spacewatch          | —         | MPC                           |
| 451171     | 2009 SR235 | 17 set 2009 | Kitt Peak       | Spacewatch          | —         | MPC                           |
| 451172     | 2009 SY252 | 22 set 2009 | Kitt Peak       | Spacewatch          | —         | MPC                           |
| 451173     | 2009 SB258 | 21 set 2009 | Mount Lemmon    | Mount Lemmon Survey | —         | MPC                           |
| 451174     | 2009 SL268 | 24 set 2009 | Kitt Peak       | Spacewatch          | —         | MPC                           |
| 451175     | 2009 SK269 | 12 set 2009 | Kitt Peak       | Spacewatch          | —         | MPC                           |
| 451176     | 2009 SK270 | 24 set 2009 | Mount Lemmon    | Mount Lemmon Survey | —         | MPC                           |
| 451177     | 2009 SX277 | 25 set 2009 | Kitt Peak       | Spacewatch          | —         | MPC                           |
| 451178     | 2009 SD286 | 27 ago 2009 | Kitt Peak       | Spacewatch          | —         | MPC                           |
| 451179     | 2009 SZ288 | 18 set 2009 | Kitt Peak       | Spacewatch          | —         | MPC                           |
| 451180     | 2009 ST290 | 25 set 2009 | Kitt Peak       | Spacewatch          | —         | MPC                           |
| 451181     | 2009 ST304 | 28 ago 2009 | Kitt Peak       | Spacewatch          | —         | MPC                           |
| 451182     | 2009 SV307 | 16 ago 2009 | Kitt Peak       | Spacewatch          | —         | MPC                           |
| 451183     | 2009 SB318 | 12 set 2009 | Kitt Peak       | Spacewatch          | —         | MPC                           |
| 451184     | 2009 SF322 | 18 ago 2009 | Kitt Peak       | Spacewatch          | —         | MPC                           |
| 451185     | 2009 SG324 | 14 mar 2007 | Mount Lemmon    | Mount Lemmon Survey | —         | MPC                           |
| 451186     | 2009 SS327 | 26 set 2009 | Kitt Peak       | Spacewatch          | —         | MPC                           |
| 451187     | 2009 SV331 | 17 ago 2009 | Catalina        | CSS                 | —         | MPC                           |
| 451188     | 2009 SG332 | 21 set 2009 | Catalina        | CSS                 | —         | MPC                           |
| 451189     | 2009 SU336 | 18 dez 2004 | Mount Lemmon    | Mount Lemmon Survey | —         | MPC                           |
| 451190     | 2009 SC345 | 18 set 2009 | Kitt Peak       | Spacewatch          | —         | MPC                           |
| 451191     | 2009 SB347 | 14 mar 2007 | Mount Lemmon    | Mount Lemmon Survey | —         | MPC                           |
| 451192     | 2009 SY350 | 28 set 2009 | Mount Lemmon    | Mount Lemmon Survey | —         | MPC                           |
| 451193     | 2009 ST357 | 27 set 2009 | Kitt Peak       | Spacewatch          | —         | MPC                           |
| 451194     | 2009 TQ4   | 16 set 2003 | Kitt Peak       | Spacewatch          | —         | MPC                           |
| 451195     | 2009 TU17  | 15 out 2009 | Catalina        | CSS                 | —         | MPC                           |
| 451196     | 2009 TS23  | 17 ago 2009 | Kitt Peak       | Spacewatch          | —         | MPC                           |
| 451197     | 2009 TS32  | 15 set 2009 | Kitt Peak       | Spacewatch          | —         | MPC                           |
| 451198     | 2009 UA7   | 17 set 2009 | Kitt Peak       | Spacewatch          | —         | MPC                           |
| 451199     | 2009 UC8   | 16 out 2009 | Mount Lemmon    | Mount Lemmon Survey | Brangane  | MPC                           |
| 451200     | 2009 UB17  | 20 out 2009 | Tzec Maun       | J. Sachs            | —         | MPC                           |

## 451201–451300
| Designação | Designação | Descoberta  | Descoberta    | Descobridor(es)     | Categoria | Mais informações / Referência |
| Permanente | Provisória | Data        | Local         | Descobridor(es)     | Categoria | Mais informações / Referência |
| ---------- | ---------- | ----------- | ------------- | ------------------- | --------- | ----------------------------- |
| 451201     | 2009 UJ24  | 18 out 2009 | Mount Lemmon  | Mount Lemmon Survey | —         | MPC                           |
| 451202     | 2009 UU108 | 23 out 2009 | Kitt Peak     | Spacewatch          | —         | MPC                           |
| 451203     | 2009 UL131 | 18 out 2009 | Catalina      | CSS                 | —         | MPC                           |
| 451204     | 2009 VR10  | 21 set 2009 | Mount Lemmon  | Mount Lemmon Survey | —         | MPC                           |
| 451205     | 2009 VZ10  | 23 out 2009 | Kitt Peak     | Spacewatch          | —         | MPC                           |
| 451206     | 2009 VX11  | 8 nov 2009  | Mount Lemmon  | Mount Lemmon Survey | —         | MPC                           |
| 451207     | 2009 VV37  | 8 nov 2009  | Catalina      | CSS                 | —         | MPC                           |
| 451208     | 2009 VR66  | 9 nov 2009  | Kitt Peak     | Spacewatch          | —         | MPC                           |
| 451209     | 2009 VZ77  | 9 nov 2009  | Catalina      | CSS                 | —         | MPC                           |
| 451210     | 2009 VZ78  | 18 set 2009 | Catalina      | CSS                 | —         | MPC                           |
| 451211     | 2009 VU79  | 10 nov 2009 | Catalina      | CSS                 | —         | MPC                           |
| 451212     | 2009 WB8   | 30 set 2009 | Mount Lemmon  | Mount Lemmon Survey | —         | MPC                           |
| 451213     | 2009 WB110 | 17 nov 2009 | Catalina      | CSS                 | —         | MPC                           |
| 451214     | 2009 WJ145 | 20 set 2009 | Mount Lemmon  | Mount Lemmon Survey | —         | MPC                           |
| 451215     | 2009 WS197 | 25 nov 2009 | Mount Lemmon  | Mount Lemmon Survey | —         | MPC                           |
| 451216     | 2009 WU259 | 19 nov 2009 | Mount Lemmon  | Mount Lemmon Survey | —         | MPC                           |
| 451217     | 2009 XE11  | 10 dez 2009 | Mount Lemmon  | Mount Lemmon Survey | —         | MPC                           |
| 451218     | 2009 XL23  | 27 nov 2009 | Mount Lemmon  | Mount Lemmon Survey | —         | MPC                           |
| 451219     | 2010 AB34  | 7 jan 2010  | Kitt Peak     | Spacewatch          | —         | MPC                           |
| 451220     | 2010 AP88  | 29 set 2009 | Mount Lemmon  | Mount Lemmon Survey | —         | MPC                           |
| 451221     | 2010 BT27  | 18 jan 2010 | WISE          | WISE                | —         | MPC                           |
| 451222     | 2010 BE67  | 22 jan 2010 | WISE          | WISE                | —         | MPC                           |
| 451223     | 2010 CT3   | 1 nov 2008  | Kitt Peak     | Spacewatch          | —         | MPC                           |
| 451224     | 2010 CC42  | 23 set 2008 | Mount Lemmon  | Mount Lemmon Survey | Flora     | MPC                           |
| 451225     | 2010 CF80  | 13 fev 2010 | Mount Lemmon  | Mount Lemmon Survey | —         | MPC                           |
| 451226     | 2010 CS96  | 4 set 2008  | Kitt Peak     | Spacewatch          | —         | MPC                           |
| 451227     | 2010 CG115 | 13 mar 2007 | Mount Lemmon  | Mount Lemmon Survey | —         | MPC                           |
| 451228     | 2010 CQ125 | 15 fev 2010 | Kitt Peak     | Spacewatch          | —         | MPC                           |
| 451229     | 2010 CA179 | 15 fev 2010 | Mount Lemmon  | Mount Lemmon Survey | —         | MPC                           |
| 451230     | 2010 CT214 | 3 fev 2010  | WISE          | WISE                | —         | MPC                           |
| 451231     | 2010 CD249 | 12 mar 2007 | Kitt Peak     | Spacewatch          | —         | MPC                           |
| 451232     | 2010 DL8   | 16 fev 2010 | Kitt Peak     | Spacewatch          | —         | MPC                           |
| 451233     | 2010 EL33  | 4 mar 2010  | Kitt Peak     | Spacewatch          | —         | MPC                           |
| 451234     | 2010 EW41  | 1 nov 2005  | Mount Lemmon  | Mount Lemmon Survey | —         | MPC                           |
| 451235     | 2010 EX75  | 19 fev 2010 | Mount Lemmon  | Mount Lemmon Survey | —         | MPC                           |
| 451236     | 2010 EM76  | 27 out 2008 | Mount Lemmon  | Mount Lemmon Survey | —         | MPC                           |
| 451237     | 2010 EO79  | 5 jan 2003  | Kitt Peak     | Spacewatch          | —         | MPC                           |
| 451238     | 2010 EV108 | 14 mar 2010 | Kitt Peak     | Spacewatch          | —         | MPC                           |
| 451239     | 2010 FA13  | 12 jan 2010 | Catalina      | CSS                 | —         | MPC                           |
| 451240     | 2010 FZ29  | 17 mar 2010 | Kitt Peak     | Spacewatch          | —         | MPC                           |
| 451241     | 2010 GL101 | 5 abr 2010  | Kitt Peak     | Spacewatch          | —         | MPC                           |
| 451242     | 2010 GO102 | 6 abr 2010  | Mount Lemmon  | Mount Lemmon Survey | —         | MPC                           |
| 451243     | 2010 GO107 | 16 mar 2010 | Kitt Peak     | Spacewatch          | —         | MPC                           |
| 451244     | 2010 GP108 | 8 abr 2010  | Kitt Peak     | Spacewatch          | —         | MPC                           |
| 451245     | 2010 GU111 | 9 abr 2010  | Mount Lemmon  | Mount Lemmon Survey | —         | MPC                           |
| 451246     | 2010 GK158 | 9 abr 2010  | Catalina      | CSS                 | —         | MPC                           |
| 451247     | 2010 HZ106 | 3 mar 2006  | Mount Lemmon  | Mount Lemmon Survey | —         | MPC                           |
| 451248     | 2010 JK30  | 3 mai 2010  | Kitt Peak     | Spacewatch          | —         | MPC                           |
| 451249     | 2010 JP36  | 10 fev 2002 | Socorro       | LINEAR              | —         | MPC                           |
| 451250     | 2010 JB79  | 11 mai 2010 | Mount Lemmon  | Mount Lemmon Survey | —         | MPC                           |
| 451251     | 2010 JN121 | 12 mai 2010 | Mount Lemmon  | Mount Lemmon Survey | —         | MPC                           |
| 451252     | 2010 JP154 | 5 mai 2010  | Mount Lemmon  | Mount Lemmon Survey | —         | MPC                           |
| 451253     | 2010 KD31  | 19 mai 2010 | WISE          | WISE                | —         | MPC                           |
| 451254     | 2010 KM74  | 25 mai 2010 | WISE          | WISE                | —         | MPC                           |
| 451255     | 2010 KW82  | 26 mai 2010 | WISE          | WISE                | —         | MPC                           |
| 451256     | 2010 LE47  | 8 jun 2010  | WISE          | WISE                | —         | MPC                           |
| 451257     | 2010 LR55  | 9 jun 2010  | WISE          | WISE                | —         | MPC                           |
| 451258     | 2010 LA84  | 11 jun 2010 | WISE          | WISE                | —         | MPC                           |
| 451259     | 2010 LX91  | 12 jun 2010 | WISE          | WISE                | —         | MPC                           |
| 451260     | 2010 LS112 | 13 jun 2010 | Mount Lemmon  | Mount Lemmon Survey | —         | MPC                           |
| 451261     | 2010 MR22  | 18 jun 2010 | WISE          | WISE                | —         | MPC                           |
| 451262     | 2010 NA14  | 2 jul 2010  | WISE          | WISE                | —         | MPC                           |
| 451263     | 2010 NZ16  | 3 jul 2010  | WISE          | WISE                | —         | MPC                           |
| 451264     | 2010 NK34  | 8 jul 2010  | WISE          | WISE                | —         | MPC                           |
| 451265     | 2010 NS86  | 15 set 1996 | Kitt Peak     | Spacewatch          | —         | MPC                           |
| 451266     | 2010 NF118 | 29 ago 2006 | Anderson Mesa | LONEOS              | Phocaea   | MPC                           |
| 451267     | 2010 OP37  | 21 jul 2010 | WISE          | WISE                | —         | MPC                           |
| 451268     | 2010 OW102 | 28 jul 2010 | WISE          | WISE                | —         | MPC                           |
| 451269     | 2010 PS23  | 2 ago 2010  | La Sagra      | Mallorca Obs.       | —         | MPC                           |
| 451270     | 2010 PL65  | 10 ago 2010 | Kitt Peak     | Spacewatch          | —         | MPC                           |
| 451271     | 2010 RL3   | 1 set 2010  | Socorro       | LINEAR              | —         | MPC                           |
| 451272     | 2010 RB9   | 5 mai 2002  | Socorro       | LINEAR              | —         | MPC                           |
| 451273     | 2010 RV43  | 28 ago 2005 | Kitt Peak     | Spacewatch          | —         | MPC                           |
| 451274     | 2010 RB47  | 9 fev 2008  | Mount Lemmon  | Mount Lemmon Survey | —         | MPC                           |
| 451275     | 2010 RK61  | 6 set 2010  | Kitt Peak     | Spacewatch          | Brangane  | MPC                           |
| 451276     | 2010 RM69  | 27 ago 2001 | Kitt Peak     | Spacewatch          | —         | MPC                           |
| 451277     | 2010 RR70  | 9 set 2010  | Kitt Peak     | Spacewatch          | —         | MPC                           |
| 451278     | 2010 RQ98  | 10 set 2010 | Kitt Peak     | Spacewatch          | —         | MPC                           |
| 451279     | 2010 RA101 | 10 set 2010 | Kitt Peak     | Spacewatch          | —         | MPC                           |
| 451280     | 2010 RQ102 | 10 set 2010 | Kitt Peak     | Spacewatch          | —         | MPC                           |
| 451281     | 2010 RN105 | 17 out 2001 | Kitt Peak     | Spacewatch          | —         | MPC                           |
| 451282     | 2010 RU117 | 6 abr 2008  | Kitt Peak     | Spacewatch          | —         | MPC                           |
| 451283     | 2010 RO128 | 14 set 2010 | Kitt Peak     | Spacewatch          | —         | MPC                           |
| 451284     | 2010 RS137 | 10 jan 2008 | Mount Lemmon  | Mount Lemmon Survey | Phocaea   | MPC                           |
| 451285     | 2010 RZ141 | 2 set 2010  | Mount Lemmon  | Mount Lemmon Survey | —         | MPC                           |
| 451286     | 2010 RL175 | 9 set 2010  | Kitt Peak     | Spacewatch          | —         | MPC                           |
| 451287     | 2010 SM8   | 23 ago 2001 | Kitt Peak     | Spacewatch          | —         | MPC                           |
| 451288     | 2010 SN34  | 30 set 2010 | Mount Lemmon  | Mount Lemmon Survey | —         | MPC                           |
| 451289     | 2010 SS37  | 20 set 2001 | Socorro       | LINEAR              | —         | MPC                           |
| 451290     | 2010 TG8   | 1 out 2010  | Kitt Peak     | Spacewatch          | —         | MPC                           |
| 451291     | 2010 TB11  | 11 jul 2010 | WISE          | WISE                | —         | MPC                           |
| 451292     | 2010 TC13  | 19 set 2010 | Kitt Peak     | Spacewatch          | —         | MPC                           |
| 451293     | 2010 TF18  | 15 set 2010 | Mount Lemmon  | Mount Lemmon Survey | —         | MPC                           |
| 451294     | 2010 TT29  | 30 ago 2005 | Kitt Peak     | Spacewatch          | —         | MPC                           |
| 451295     | 2010 TM33  | 2 out 2010  | Kitt Peak     | Spacewatch          | —         | MPC                           |
| 451296     | 2010 TO40  | 10 set 2010 | Kitt Peak     | Spacewatch          | —         | MPC                           |
| 451297     | 2010 TK54  | 8 out 2010  | Haleakalā     | Pan-STARRS          | —         | MPC                           |
| 451298     | 2010 TD113 | 29 ago 2005 | Kitt Peak     | Spacewatch          | —         | MPC                           |
| 451299     | 2010 TT113 | 30 ago 2005 | Kitt Peak     | Spacewatch          | —         | MPC                           |
| 451300     | 2010 TG117 | 3 abr 2008  | Mount Lemmon  | Mount Lemmon Survey | —         | MPC                           |

## 451301–451400
| Designação | Designação | Descoberta  | Descoberta    | Descobridor(es)     | Categoria | Mais informações / Referência |
| Permanente | Provisória | Data        | Local         | Descobridor(es)     | Categoria | Mais informações / Referência |
| ---------- | ---------- | ----------- | ------------- | ------------------- | --------- | ----------------------------- |
| 451301     | 2010 TD120 | 3 jul 2005  | Mount Lemmon  | Mount Lemmon Survey | —         | MPC                           |
| 451302     | 2010 TT138 | 17 set 2010 | Mount Lemmon  | Mount Lemmon Survey | —         | MPC                           |
| 451303     | 2010 TW141 | 5 nov 2005  | Kitt Peak     | Spacewatch          | —         | MPC                           |
| 451304     | 2010 TL150 | 4 out 2006  | Mount Lemmon  | Mount Lemmon Survey | —         | MPC                           |
| 451305     | 2010 TG154 | 18 set 2010 | Mount Lemmon  | Mount Lemmon Survey | —         | MPC                           |
| 451306     | 2010 TS160 | 18 set 2010 | Mount Lemmon  | Mount Lemmon Survey | —         | MPC                           |
| 451307     | 2010 TN173 | 29 ago 2005 | Kitt Peak     | Spacewatch          | —         | MPC                           |
| 451308     | 2010 TD178 | 16 set 2010 | Kitt Peak     | Spacewatch          | Eos       | MPC                           |
| 451309     | 2010 TW184 | 17 set 2010 | Kitt Peak     | Spacewatch          | —         | MPC                           |
| 451310     | 2010 UU2   | 17 out 2010 | Mount Lemmon  | Mount Lemmon Survey | —         | MPC                           |
| 451311     | 2010 UE11  | 28 out 2010 | Kitt Peak     | Spacewatch          | —         | MPC                           |
| 451312     | 2010 UF25  | 28 out 2010 | Kitt Peak     | Spacewatch          | —         | MPC                           |
| 451313     | 2010 UE50  | 31 out 2010 | Mount Lemmon  | Mount Lemmon Survey | —         | MPC                           |
| 451314     | 2010 UW53  | 17 out 2010 | Mount Lemmon  | Mount Lemmon Survey | Brangane  | MPC                           |
| 451315     | 2010 UY53  | 17 out 2010 | Mount Lemmon  | Mount Lemmon Survey | —         | MPC                           |
| 451316     | 2010 UZ67  | 10 out 2010 | Kitt Peak     | Spacewatch          | Brangane  | MPC                           |
| 451317     | 2010 UD68  | 10 out 2005 | Kitt Peak     | Spacewatch          | —         | MPC                           |
| 451318     | 2010 UM93  | 13 out 2010 | Mount Lemmon  | Mount Lemmon Survey | —         | MPC                           |
| 451319     | 2010 UN98  | 29 out 2010 | Mount Lemmon  | Mount Lemmon Survey | —         | MPC                           |
| 451320     | 2010 VS48  | 21 jul 2004 | Siding Spring | SSS                 | —         | MPC                           |
| 451321     | 2010 VW48  | 30 abr 2009 | Kitt Peak     | Spacewatch          | —         | MPC                           |
| 451322     | 2010 VO51  | 29 out 2010 | Mount Lemmon  | Mount Lemmon Survey | Brangane  | MPC                           |
| 451323     | 2010 VC58  | 18 set 2010 | Mount Lemmon  | Mount Lemmon Survey | —         | MPC                           |
| 451324     | 2010 VL58  | 13 out 2010 | Mount Lemmon  | Mount Lemmon Survey | —         | MPC                           |
| 451325     | 2010 VY59  | 4 nov 2010  | Mount Lemmon  | Mount Lemmon Survey | —         | MPC                           |
| 451326     | 2010 VP60  | 7 ago 2010  | WISE          | WISE                | —         | MPC                           |
| 451327     | 2010 VE62  | 22 nov 2005 | Kitt Peak     | Spacewatch          | —         | MPC                           |
| 451328     | 2010 VV81  | 3 nov 2010  | Kitt Peak     | Spacewatch          | —         | MPC                           |
| 451329     | 2010 VK88  | 29 out 2010 | Kitt Peak     | Spacewatch          | —         | MPC                           |
| 451330     | 2010 VP92  | 10 mar 2008 | Mount Lemmon  | Mount Lemmon Survey | —         | MPC                           |
| 451331     | 2010 VH101 | 5 nov 2010  | Kitt Peak     | Spacewatch          | —         | MPC                           |
| 451332     | 2010 VT101 | 5 nov 2010  | Kitt Peak     | Spacewatch          | —         | MPC                           |
| 451333     | 2010 VY113 | 30 out 2010 | Kitt Peak     | Spacewatch          | Brangane  | MPC                           |
| 451334     | 2010 VM114 | 13 mar 2007 | Mount Lemmon  | Mount Lemmon Survey | —         | MPC                           |
| 451335     | 2010 VQ116 | 9 out 2010  | Mount Lemmon  | Mount Lemmon Survey | —         | MPC                           |
| 451336     | 2010 VN119 | 8 nov 2010  | Kitt Peak     | Spacewatch          | —         | MPC                           |
| 451337     | 2010 VD132 | 28 out 2005 | Mount Lemmon  | Mount Lemmon Survey | —         | MPC                           |
| 451338     | 2010 VY167 | 10 nov 2010 | Mount Lemmon  | Mount Lemmon Survey | —         | MPC                           |
| 451339     | 2010 VB173 | 10 nov 2010 | Mount Lemmon  | Mount Lemmon Survey | —         | MPC                           |
| 451340     | 2010 VK180 | 5 nov 2010  | Kitt Peak     | Spacewatch          | —         | MPC                           |
| 451341     | 2010 VR184 | 21 nov 2005 | Kitt Peak     | Spacewatch          | —         | MPC                           |
| 451342     | 2010 VT196 | 10 jan 2006 | Mount Lemmon  | Mount Lemmon Survey | —         | MPC                           |
| 451343     | 2010 VE207 | 13 out 2010 | Mount Lemmon  | Mount Lemmon Survey | —         | MPC                           |
| 451344     | 2010 VS209 | 13 out 2010 | Mount Lemmon  | Mount Lemmon Survey | —         | MPC                           |
| 451345     | 2010 VY210 | 26 set 2005 | Kitt Peak     | Spacewatch          | —         | MPC                           |
| 451346     | 2010 VM213 | 12 nov 2005 | Kitt Peak     | Spacewatch          | —         | MPC                           |
| 451347     | 2010 VR218 | 29 out 2005 | Catalina      | CSS                 | —         | MPC                           |
| 451348     | 2010 WQ4   | 22 nov 2005 | Kitt Peak     | Spacewatch          | —         | MPC                           |
| 451349     | 2010 WF11  | 30 out 2010 | Mount Lemmon  | Mount Lemmon Survey | —         | MPC                           |
| 451350     | 2010 WW20  | 11 nov 2010 | Mount Lemmon  | Mount Lemmon Survey | Brangane  | MPC                           |
| 451351     | 2010 WL23  | 1 nov 2010  | Kitt Peak     | Spacewatch          | —         | MPC                           |
| 451352     | 2010 WN43  | 11 nov 2010 | Kitt Peak     | Spacewatch          | —         | MPC                           |
| 451353     | 2010 WF47  | 27 nov 2010 | Mount Lemmon  | Mount Lemmon Survey | —         | MPC                           |
| 451354     | 2010 WD48  | 2 nov 2010  | Kitt Peak     | Spacewatch          | —         | MPC                           |
| 451355     | 2010 WF51  | 13 out 2010 | Mount Lemmon  | Mount Lemmon Survey | Brangane  | MPC                           |
| 451356     | 2010 WR53  | 1 dez 2005  | Kitt Peak     | Spacewatch          | —         | MPC                           |
| 451357     | 2010 WY53  | 14 nov 2010 | Kitt Peak     | Spacewatch          | —         | MPC                           |
| 451358     | 2010 WX66  | 29 out 2010 | Kitt Peak     | Spacewatch          | —         | MPC                           |
| 451359     | 2010 XJ7   | 10 out 2004 | Kitt Peak     | Spacewatch          | —         | MPC                           |
| 451360     | 2010 XP10  | 4 dez 2010  | Catalina      | CSS                 | —         | MPC                           |
| 451361     | 2010 XK12  | 9 out 2004  | Kitt Peak     | Spacewatch          | —         | MPC                           |
| 451362     | 2010 XL12  | 23 jan 2006 | Catalina      | CSS                 | —         | MPC                           |
| 451363     | 2010 XN22  | 29 nov 2005 | Kitt Peak     | Spacewatch          | —         | MPC                           |
| 451364     | 2010 XX25  | 4 jan 2006  | Kitt Peak     | Spacewatch          | —         | MPC                           |
| 451365     | 2010 XU35  | 30 nov 2005 | Kitt Peak     | Spacewatch          | Brangane  | MPC                           |
| 451366     | 2010 XP39  | 4 set 2010  | Kitt Peak     | Spacewatch          | —         | MPC                           |
| 451367     | 2010 XP76  | 3 dez 2010  | Mount Lemmon  | Mount Lemmon Survey | —         | MPC                           |
| 451368     | 2010 XA79  | 2 nov 2010  | Kitt Peak     | Spacewatch          | —         | MPC                           |
| 451369     | 2010 XG83  | 16 ago 2004 | Siding Spring | SSS                 | —         | MPC                           |
| 451370     | 2011 AK5   | 8 jan 2011  | Mount Lemmon  | Mount Lemmon Survey | —         | MPC                           |
| 451371     | 2011 AX19  | 14 out 2010 | Mount Lemmon  | Mount Lemmon Survey | —         | MPC                           |
| 451372     | 2011 AQ21  | 15 set 2009 | Kitt Peak     | Spacewatch          | —         | MPC                           |
| 451373     | 2011 AS34  | 15 dez 2004 | Socorro       | LINEAR              | —         | MPC                           |
| 451374     | 2011 AJ35  | 9 dez 2010  | Mount Lemmon  | Mount Lemmon Survey | —         | MPC                           |
| 451375     | 2011 AH60  | 16 set 2009 | Mount Lemmon  | Mount Lemmon Survey | —         | MPC                           |
| 451376     | 2011 AS63  | 27 set 2009 | Kitt Peak     | Spacewatch          | —         | MPC                           |
| 451377     | 2011 AL74  | 2 dez 2004  | Kitt Peak     | Spacewatch          | —         | MPC                           |
| 451378     | 2011 AM79  | 12 dez 2004 | Kitt Peak     | Spacewatch          | —         | MPC                           |
| 451379     | 2011 BG    | 3 dez 2010  | Mount Lemmon  | Mount Lemmon Survey | —         | MPC                           |
| 451380     | 2011 BR2   | 15 nov 2010 | Mount Lemmon  | Mount Lemmon Survey | —         | MPC                           |
| 451381     | 2011 BE15  | 16 set 2003 | Kitt Peak     | Spacewatch          | —         | MPC                           |
| 451382     | 2011 BJ15  | 25 jan 2011 | Catalina      | CSS                 | —         | MPC                           |
| 451383     | 2011 BA25  | 5 dez 2010  | Mount Lemmon  | Mount Lemmon Survey | —         | MPC                           |
| 451384     | 2011 BA53  | 7 set 2008  | Mount Lemmon  | Mount Lemmon Survey | —         | MPC                           |
| 451385     | 2011 BY57  | 11 fev 2010 | WISE          | WISE                | —         | MPC                           |
| 451386     | 2011 BY63  | 10 jan 2011 | Mount Lemmon  | Mount Lemmon Survey | —         | MPC                           |
| 451387     | 2011 CQ8   | 29 jul 2009 | Kitt Peak     | Spacewatch          | —         | MPC                           |
| 451388     | 2011 CG10  | 23 mar 2006 | Mount Lemmon  | Mount Lemmon Survey | —         | MPC                           |
| 451389     | 2011 CT40  | 14 jan 2010 | WISE          | WISE                | —         | MPC                           |
| 451390     | 2011 CQ60  | 16 set 2009 | Kitt Peak     | Spacewatch          | —         | MPC                           |
| 451391     | 2011 CR66  | 13 jan 2011 | Kitt Peak     | Spacewatch          | —         | MPC                           |
| 451392     | 2011 CJ75  | 26 out 2009 | Mount Lemmon  | Mount Lemmon Survey | —         | MPC                           |
| 451393     | 2011 DQ10  | 13 jan 2010 | WISE          | WISE                | —         | MPC                           |
| 451394     | 2011 DD11  | 10 fev 2011 | Mount Lemmon  | Mount Lemmon Survey | —         | MPC                           |
| 451395     | 2011 DF31  | 2 jan 2011  | Mount Lemmon  | Mount Lemmon Survey | —         | MPC                           |
| 451396     | 2011 ED18  | 22 fev 2011 | Kitt Peak     | Spacewatch          | —         | MPC                           |
| 451397     | 2011 EZ78  | 15 mar 2011 | Mount Lemmon  | Mount Lemmon Survey | —         | MPC                           |
| 451398     | 2011 FV8   | 4 mar 2011  | Mount Lemmon  | Mount Lemmon Survey | —         | MPC                           |
| 451399     | 2011 FA12  | 2 mar 2005  | Socorro       | LINEAR              | —         | MPC                           |
| 451400     | 2011 HD73  | 31 out 1999 | Kitt Peak     | Spacewatch          | —         | MPC                           |

## 451401–451500
| Designação | Designação | Descoberta  | Descoberta    | Descobridor(es)     | Categoria | Mais informações / Referência |
| Permanente | Provisória | Data        | Local         | Descobridor(es)     | Categoria | Mais informações / Referência |
| ---------- | ---------- | ----------- | ------------- | ------------------- | --------- | ----------------------------- |
| 451401     | 2011 KT12  | 27 abr 2011 | Catalina      | CSS                 | —         | MPC                           |
| 451402     | 2011 KL18  | 7 jan 2010  | Mount Lemmon  | Mount Lemmon Survey | —         | MPC                           |
| 451403     | 2011 MG3   | 26 jun 2011 | Mount Lemmon  | Mount Lemmon Survey | —         | MPC                           |
| 451404     | 2011 NJ1   | 10 out 2008 | Mount Lemmon  | Mount Lemmon Survey | —         | MPC                           |
| 451405     | 2011 OA9   | 29 out 2008 | Kitt Peak     | Spacewatch          | —         | MPC                           |
| 451406     | 2011 OG13  | 4 nov 2004  | Kitt Peak     | Spacewatch          | —         | MPC                           |
| 451407     | 2011 OZ16  | 20 jan 2006 | Kitt Peak     | Spacewatch          | —         | MPC                           |
| 451408     | 2011 OF20  | 28 mai 2011 | Mount Lemmon  | Mount Lemmon Survey | —         | MPC                           |
| 451409     | 2011 OF24  | 28 jul 2011 | Siding Spring | SSS                 | —         | MPC                           |
| 451410     | 2011 PP11  | 12 jun 2011 | Mount Lemmon  | Mount Lemmon Survey | —         | MPC                           |
| 451411     | 2011 QK27  | 24 set 2000 | Anderson Mesa | LONEOS              | —         | MPC                           |
| 451412     | 2011 QS28  | 11 mar 2007 | Catalina      | CSS                 | —         | MPC                           |
| 451413     | 2011 QZ31  | 24 set 2000 | Anderson Mesa | LONEOS              | —         | MPC                           |
| 451414     | 2011 QR46  | 28 mai 2011 | Mount Lemmon  | Mount Lemmon Survey | —         | MPC                           |
| 451415     | 2011 QY46  | 17 jun 2007 | Kitt Peak     | Spacewatch          | —         | MPC                           |
| 451416     | 2011 QR53  | 8 out 2008  | Mount Lemmon  | Mount Lemmon Survey | —         | MPC                           |
| 451417     | 2011 QY53  | 29 nov 2005 | Kitt Peak     | Spacewatch          | —         | MPC                           |
| 451418     | 2011 QN56  | 8 out 2004  | Kitt Peak     | Spacewatch          | —         | MPC                           |
| 451419     | 2011 QU68  | 13 dez 2004 | Kitt Peak     | Spacewatch          | —         | MPC                           |
| 451420     | 2011 QM73  | 8 out 2004  | Kitt Peak     | Spacewatch          | —         | MPC                           |
| 451421     | 2011 QK74  | 23 ago 2007 | Kitt Peak     | Spacewatch          | —         | MPC                           |
| 451422     | 2011 QV77  | 28 set 2000 | Kitt Peak     | Spacewatch          | —         | MPC                           |
| 451423     | 2011 QL85  | 29 dez 2008 | Mount Lemmon  | Mount Lemmon Survey | —         | MPC                           |
| 451424     | 2011 RH4   | 7 set 2011  | Kitt Peak     | Spacewatch          | Mitidika  | MPC                           |
| 451425     | 2011 RS4   | 22 ago 2007 | Anderson Mesa | LONEOS              | —         | MPC                           |
| 451426     | 2011 RM5   | 23 out 2008 | Kitt Peak     | Spacewatch          | —         | MPC                           |
| 451427     | 2011 RN6   | 13 mar 2010 | Mount Lemmon  | Mount Lemmon Survey | —         | MPC                           |
| 451428     | 2011 RH9   | 9 out 1993  | Kitt Peak     | Spacewatch          | —         | MPC                           |
| 451429     | 2011 RL16  | 25 jan 2009 | Kitt Peak     | Spacewatch          | —         | MPC                           |
| 451430     | 2011 SK2   | 5 fev 2009  | Kitt Peak     | Spacewatch          | —         | MPC                           |
| 451431     | 2011 SA3   | 26 jan 2006 | Kitt Peak     | Spacewatch          | —         | MPC                           |
| 451432     | 2011 SV3   | 27 set 2000 | Socorro       | LINEAR              | —         | MPC                           |
| 451433     | 2011 SK11  | 17 out 2007 | Mount Lemmon  | Mount Lemmon Survey | —         | MPC                           |
| 451434     | 2011 SL30  | 31 jan 2006 | Kitt Peak     | Spacewatch          | —         | MPC                           |
| 451435     | 2011 SW33  | 2 fev 2009  | Mount Lemmon  | Mount Lemmon Survey | —         | MPC                           |
| 451436     | 2011 SU39  | 21 set 2011 | Kitt Peak     | Spacewatch          | —         | MPC                           |
| 451437     | 2011 SD52  | 9 set 2011  | Kitt Peak     | Spacewatch          | —         | MPC                           |
| 451438     | 2011 SA80  | 12 fev 2002 | Kitt Peak     | Spacewatch          | —         | MPC                           |
| 451439     | 2011 SZ90  | 22 set 2011 | Kitt Peak     | Spacewatch          | —         | MPC                           |
| 451440     | 2011 SY102 | 20 set 2011 | Catalina      | CSS                 | —         | MPC                           |
| 451441     | 2011 SL103 | 8 set 2011  | Kitt Peak     | Spacewatch          | —         | MPC                           |
| 451442     | 2011 SM105 | 23 set 2011 | Kitt Peak     | Spacewatch          | —         | MPC                           |
| 451443     | 2011 SL128 | 8 set 2007  | Mount Lemmon  | Mount Lemmon Survey | —         | MPC                           |
| 451444     | 2011 SO129 | 25 fev 2006 | Kitt Peak     | Spacewatch          | —         | MPC                           |
| 451445     | 2011 SV134 | 18 set 2011 | Mount Lemmon  | Mount Lemmon Survey | —         | MPC                           |
| 451446     | 2011 SO139 | 4 out 2007  | Mount Lemmon  | Mount Lemmon Survey | —         | MPC                           |
| 451447     | 2011 SD169 | 19 out 2003 | Kitt Peak     | Spacewatch          | —         | MPC                           |
| 451448     | 2011 SL175 | 20 dez 2004 | Mount Lemmon  | Mount Lemmon Survey | —         | MPC                           |
| 451449     | 2011 SP175 | 4 fev 2005  | Kitt Peak     | Spacewatch          | Mitidika  | MPC                           |
| 451450     | 2011 SF204 | 3 mar 2009  | Kitt Peak     | Spacewatch          | —         | MPC                           |
| 451451     | 2011 SH205 | 15 jan 2005 | Kitt Peak     | Spacewatch          | —         | MPC                           |
| 451452     | 2011 SN208 | 2 mar 2009  | Mount Lemmon  | Mount Lemmon Survey | —         | MPC                           |
| 451453     | 2011 SN218 | 7 nov 2007  | Catalina      | CSS                 | —         | MPC                           |
| 451454     | 2011 SO232 | 19 jan 2009 | Mount Lemmon  | Mount Lemmon Survey | —         | MPC                           |
| 451455     | 2011 SV242 | 11 ago 2007 | Anderson Mesa | LONEOS              | —         | MPC                           |
| 451456     | 2011 SS247 | 24 mar 2006 | Kitt Peak     | Spacewatch          | —         | MPC                           |
| 451457     | 2011 SC255 | 9 dez 2004  | Kitt Peak     | Spacewatch          | —         | MPC                           |
| 451458     | 2011 SD263 | 4 dez 2008  | Mount Lemmon  | Mount Lemmon Survey | —         | MPC                           |
| 451459     | 2011 TW7   | 13 set 2007 | Catalina      | CSS                 | —         | MPC                           |
| 451460     | 2011 TS10  | 11 dez 2004 | Kitt Peak     | Spacewatch          | —         | MPC                           |
| 451461     | 2011 UU7   | 18 out 2011 | Mount Lemmon  | Mount Lemmon Survey | —         | MPC                           |
| 451462     | 2011 UE8   | 14 nov 2007 | Kitt Peak     | Spacewatch          | —         | MPC                           |
| 451463     | 2011 UF8   | 15 out 2007 | Kitt Peak     | Spacewatch          | —         | MPC                           |
| 451464     | 2011 UA16  | 14 out 1999 | Kitt Peak     | Spacewatch          | —         | MPC                           |
| 451465     | 2011 UK16  | 20 fev 2009 | Kitt Peak     | Spacewatch          | —         | MPC                           |
| 451466     | 2011 UM22  | 2 set 2007  | Mount Lemmon  | Mount Lemmon Survey | —         | MPC                           |
| 451467     | 2011 UR24  | 24 ago 2007 | Kitt Peak     | Spacewatch          | —         | MPC                           |
| 451468     | 2011 UA25  | 28 set 2011 | Mount Lemmon  | Mount Lemmon Survey | —         | MPC                           |
| 451469     | 2011 UV27  | 1 nov 2000  | Socorro       | LINEAR              | Mitidika  | MPC                           |
| 451470     | 2011 UB32  | 18 fev 2004 | Kitt Peak     | Spacewatch          | —         | MPC                           |
| 451471     | 2011 UP38  | 17 nov 2007 | Kitt Peak     | Spacewatch          | —         | MPC                           |
| 451472     | 2011 UB46  | 13 set 2007 | Mount Lemmon  | Mount Lemmon Survey | —         | MPC                           |
| 451473     | 2011 UA49  | 18 out 2011 | Kitt Peak     | Spacewatch          | —         | MPC                           |
| 451474     | 2011 UO50  | 14 set 2007 | Mount Lemmon  | Mount Lemmon Survey | —         | MPC                           |
| 451475     | 2011 UL51  | 20 abr 2009 | Kitt Peak     | Spacewatch          | —         | MPC                           |
| 451476     | 2011 UU52  | 5 nov 2007  | Kitt Peak     | Spacewatch          | Meliboea  | MPC                           |
| 451477     | 2011 UC56  | 16 out 2007 | Mount Lemmon  | Mount Lemmon Survey | —         | MPC                           |
| 451478     | 2011 UF56  | 16 out 2007 | Mount Lemmon  | Mount Lemmon Survey | —         | MPC                           |
| 451479     | 2011 UK65  | 2 fev 2009  | Catalina      | CSS                 | —         | MPC                           |
| 451480     | 2011 UX66  | 19 jan 2005 | Kitt Peak     | Spacewatch          | —         | MPC                           |
| 451481     | 2011 UP77  | 19 out 2011 | Kitt Peak     | Spacewatch          | —         | MPC                           |
| 451482     | 2011 UN88  | 21 out 2011 | Mount Lemmon  | Mount Lemmon Survey | —         | MPC                           |
| 451483     | 2011 UM89  | 10 abr 2005 | Kitt Peak     | Spacewatch          | —         | MPC                           |
| 451484     | 2011 UP103 | 20 out 2011 | Kitt Peak     | Spacewatch          | —         | MPC                           |
| 451485     | 2011 UQ103 | 11 fev 2004 | Kitt Peak     | Spacewatch          | —         | MPC                           |
| 451486     | 2011 UK142 | 3 nov 2007  | Kitt Peak     | Spacewatch          | —         | MPC                           |
| 451487     | 2011 UA155 | 14 ago 2007 | Siding Spring | SSS                 | —         | MPC                           |
| 451488     | 2011 UB176 | 20 out 2011 | Mount Lemmon  | Mount Lemmon Survey | —         | MPC                           |
| 451489     | 2011 UJ178 | 16 abr 2010 | WISE          | WISE                | —         | MPC                           |
| 451490     | 2011 UW182 | 10 abr 2005 | Mount Lemmon  | Mount Lemmon Survey | —         | MPC                           |
| 451491     | 2011 US186 | 8 nov 2007  | Kitt Peak     | Spacewatch          | —         | MPC                           |
| 451492     | 2011 UP187 | 18 dez 2003 | Kitt Peak     | Spacewatch          | —         | MPC                           |
| 451493     | 2011 UC198 | 30 dez 2000 | Socorro       | LINEAR              | —         | MPC                           |
| 451494     | 2011 UQ198 | 24 set 2011 | Mount Lemmon  | Mount Lemmon Survey | —         | MPC                           |
| 451495     | 2011 UY198 | 13 nov 2007 | Kitt Peak     | Spacewatch          | —         | MPC                           |
| 451496     | 2011 UL209 | 11 set 2007 | Kitt Peak     | Spacewatch          | —         | MPC                           |
| 451497     | 2011 UN234 | 10 set 2007 | Kitt Peak     | Spacewatch          | —         | MPC                           |
| 451498     | 2011 UL239 | 8 out 2007  | Catalina      | CSS                 | —         | MPC                           |
| 451499     | 2011 UP242 | 24 set 2011 | Mount Lemmon  | Mount Lemmon Survey | —         | MPC                           |
| 451500     | 2011 UA248 | 13 nov 2007 | Kitt Peak     | Spacewatch          | —         | MPC                           |

## 451501–451600
| Designação | Designação | Descoberta  | Descoberta    | Descobridor(es)     | Categoria | Mais informações / Referência |
| Permanente | Provisória | Data        | Local         | Descobridor(es)     | Categoria | Mais informações / Referência |
| ---------- | ---------- | ----------- | ------------- | ------------------- | --------- | ----------------------------- |
| 451501     | 2011 UP252 | 4 nov 2007  | Kitt Peak     | Spacewatch          | —         | MPC                           |
| 451502     | 2011 UM258 | 17 out 2007 | Mount Lemmon  | Mount Lemmon Survey | —         | MPC                           |
| 451503     | 2011 UH262 | 9 nov 2007  | Kitt Peak     | Spacewatch          | —         | MPC                           |
| 451504     | 2011 UZ262 | 23 mai 2010 | WISE          | WISE                | —         | MPC                           |
| 451505     | 2011 UX273 | 14 set 2007 | Mount Lemmon  | Mount Lemmon Survey | —         | MPC                           |
| 451506     | 2011 UW305 | 4 out 2007  | Mount Lemmon  | Mount Lemmon Survey | Mitidika  | MPC                           |
| 451507     | 2011 UM312 | 22 set 2011 | Mount Lemmon  | Mount Lemmon Survey | —         | MPC                           |
| 451508     | 2011 UD316 | 5 nov 2007  | Mount Lemmon  | Mount Lemmon Survey | —         | MPC                           |
| 451509     | 2011 UQ317 | 16 dez 2007 | Catalina      | CSS                 | —         | MPC                           |
| 451510     | 2011 UE331 | 11 dez 1998 | Kitt Peak     | Spacewatch          | —         | MPC                           |
| 451511     | 2011 UC339 | 14 set 2007 | Kitt Peak     | Spacewatch          | —         | MPC                           |
| 451512     | 2011 UD340 | 10 set 2004 | Kitt Peak     | Spacewatch          | —         | MPC                           |
| 451513     | 2011 UA345 | 5 out 2007  | Kitt Peak     | Spacewatch          | —         | MPC                           |
| 451514     | 2011 UZ349 | 13 jun 2010 | WISE          | WISE                | —         | MPC                           |
| 451515     | 2011 UY361 | 18 nov 2007 | Mount Lemmon  | Mount Lemmon Survey | —         | MPC                           |
| 451516     | 2011 UA367 | 14 set 2007 | Kitt Peak     | Spacewatch          | Mitidika  | MPC                           |
| 451517     | 2011 UP385 | 27 set 2011 | Mount Lemmon  | Mount Lemmon Survey | —         | MPC                           |
| 451518     | 2011 UE386 | 29 out 1998 | Kitt Peak     | Spacewatch          | Phocaea   | MPC                           |
| 451519     | 2011 UK392 | 20 nov 2007 | Mount Lemmon  | Mount Lemmon Survey | —         | MPC                           |
| 451520     | 2011 UW396 | 23 nov 2003 | Socorro       | LINEAR              | —         | MPC                           |
| 451521     | 2011 UZ398 | 16 out 2007 | Catalina      | CSS                 | —         | MPC                           |
| 451522     | 2011 VC6   | 17 out 2007 | Mount Lemmon  | Mount Lemmon Survey | Phocaea   | MPC                           |
| 451523     | 2011 VG7   | 14 nov 2007 | Kitt Peak     | Spacewatch          | —         | MPC                           |
| 451524     | 2011 VA16  | 3 nov 2011  | Kitt Peak     | Spacewatch          | —         | MPC                           |
| 451525     | 2011 WV3   | 12 jun 2010 | WISE          | WISE                | —         | MPC                           |
| 451526     | 2011 WH6   | 20 jan 2009 | Kitt Peak     | Spacewatch          | —         | MPC                           |
| 451527     | 2011 WM11  | 16 nov 2011 | Mount Lemmon  | Mount Lemmon Survey | —         | MPC                           |
| 451528     | 2011 WN11  | 2 mar 2009  | Mount Lemmon  | Mount Lemmon Survey | —         | MPC                           |
| 451529     | 2011 WJ20  | 13 out 2006 | Kitt Peak     | Spacewatch          | —         | MPC                           |
| 451530     | 2011 WZ30  | 2 nov 2011  | Kitt Peak     | Spacewatch          | Phocaea   | MPC                           |
| 451531     | 2011 WM34  | 27 out 2011 | Mount Lemmon  | Mount Lemmon Survey | —         | MPC                           |
| 451532     | 2011 WU34  | 22 out 2011 | Kitt Peak     | Spacewatch          | —         | MPC                           |
| 451533     | 2011 WY34  | 30 abr 2009 | Catalina      | CSS                 | Phocaea   | MPC                           |
| 451534     | 2011 WO35  | 22 nov 2011 | XuYi          | PMO NEO             | —         | MPC                           |
| 451535     | 2011 WW40  | 17 nov 2007 | Mount Lemmon  | Mount Lemmon Survey | —         | MPC                           |
| 451536     | 2011 WX49  | 9 out 2007  | Mount Lemmon  | Mount Lemmon Survey | —         | MPC                           |
| 451537     | 2011 WJ52  | 23 nov 2011 | Mount Lemmon  | Mount Lemmon Survey | —         | MPC                           |
| 451538     | 2011 WJ63  | 16 nov 2011 | Mount Lemmon  | Mount Lemmon Survey | —         | MPC                           |
| 451539     | 2011 WE70  | 8 nov 2007  | Mount Lemmon  | Mount Lemmon Survey | —         | MPC                           |
| 451540     | 2011 WP73  | 5 dez 2007  | Kitt Peak     | Spacewatch          | —         | MPC                           |
| 451541     | 2011 WF84  | 21 dez 2003 | Kitt Peak     | Spacewatch          | —         | MPC                           |
| 451542     | 2011 WU90  | 28 ago 2006 | Siding Spring | SSS                 | —         | MPC                           |
| 451543     | 2011 WY96  | 19 ago 2006 | Anderson Mesa | LONEOS              | —         | MPC                           |
| 451544     | 2011 WV107 | 18 nov 2011 | Kitt Peak     | Spacewatch          | —         | MPC                           |
| 451545     | 2011 WG112 | 28 out 2011 | Kitt Peak     | Spacewatch          | —         | MPC                           |
| 451546     | 2011 WJ112 | 24 out 2011 | Kitt Peak     | Spacewatch          | —         | MPC                           |
| 451547     | 2011 WQ114 | 27 dez 2003 | Socorro       | LINEAR              | —         | MPC                           |
| 451548     | 2011 WE116 | 11 nov 2007 | Mount Lemmon  | Mount Lemmon Survey | —         | MPC                           |
| 451549     | 2011 WH118 | 17 dez 2007 | Mount Lemmon  | Mount Lemmon Survey | —         | MPC                           |
| 451550     | 2011 WV122 | 5 nov 2007  | Kitt Peak     | Spacewatch          | —         | MPC                           |
| 451551     | 2011 WF124 | 28 out 2011 | Mount Lemmon  | Mount Lemmon Survey | —         | MPC                           |
| 451552     | 2011 WU125 | 24 nov 2003 | Kitt Peak     | Spacewatch          | —         | MPC                           |
| 451553     | 2011 WV130 | 16 nov 2011 | Kitt Peak     | Spacewatch          | —         | MPC                           |
| 451554     | 2011 WJ135 | 30 mai 2009 | Mount Lemmon  | Mount Lemmon Survey | —         | MPC                           |
| 451555     | 2011 WK135 | 30 dez 2007 | Kitt Peak     | Spacewatch          | —         | MPC                           |
| 451556     | 2011 WR135 | 21 jan 1996 | Kitt Peak     | Spacewatch          | —         | MPC                           |
| 451557     | 2011 WW140 | 18 nov 2011 | Mount Lemmon  | Mount Lemmon Survey | —         | MPC                           |
| 451558     | 2011 YK1   | 6 nov 2007  | Mount Lemmon  | Mount Lemmon Survey | Phocaea   | MPC                           |
| 451559     | 2011 YW7   | 12 jan 2008 | Mount Lemmon  | Mount Lemmon Survey | —         | MPC                           |
| 451560     | 2011 YJ17  | 26 nov 1998 | Kitt Peak     | Spacewatch          | —         | MPC                           |
| 451561     | 2011 YT27  | 17 set 2010 | Mount Lemmon  | Mount Lemmon Survey | —         | MPC                           |
| 451562     | 2011 YM32  | 8 fev 2008  | Mount Lemmon  | Mount Lemmon Survey | —         | MPC                           |
| 451563     | 2011 YB45  | 27 set 2006 | Catalina      | CSS                 | —         | MPC                           |
| 451564     | 2011 YT50  | 2 nov 2007  | Kitt Peak     | Spacewatch          | —         | MPC                           |
| 451565     | 2011 YD53  | 27 nov 2011 | Mount Lemmon  | Mount Lemmon Survey | Brangane  | MPC                           |
| 451566     | 2011 YJ68  | 31 dez 2011 | Kitt Peak     | Spacewatch          | —         | MPC                           |
| 451567     | 2011 YR68  | 3 set 2010  | Socorro       | LINEAR              | —         | MPC                           |
| 451568     | 2011 YM69  | 20 jan 2008 | Mount Lemmon  | Mount Lemmon Survey | —         | MPC                           |
| 451569     | 2011 YJ74  | 24 jan 2004 | Socorro       | LINEAR              | —         | MPC                           |
| 451570     | 2011 YZ76  | 28 nov 2005 | Kitt Peak     | Spacewatch          | —         | MPC                           |
| 451571     | 2011 YG77  | 18 nov 2011 | Mount Lemmon  | Mount Lemmon Survey | —         | MPC                           |
| 451572     | 2011 YC78  | 21 dez 2003 | Kitt Peak     | Spacewatch          | —         | MPC                           |
| 451573     | 2011 YS78  | 16 nov 2006 | Catalina      | CSS                 | —         | MPC                           |
| 451574     | 2012 AU    | 3 dez 2003  | Anderson Mesa | LONEOS              | —         | MPC                           |
| 451575     | 2012 AC2   | 28 jun 2010 | WISE          | WISE                | —         | MPC                           |
| 451576     | 2012 AU5   | 27 dez 2011 | Kitt Peak     | Spacewatch          | —         | MPC                           |
| 451577     | 2012 AR13  | 25 set 2006 | Mount Lemmon  | Mount Lemmon Survey | —         | MPC                           |
| 451578     | 2012 AE14  | 23 mar 2007 | Siding Spring | SSS                 | —         | MPC                           |
| 451579     | 2012 AV20  | 10 fev 2008 | Catalina      | CSS                 | —         | MPC                           |
| 451580     | 2012 AC21  | 27 nov 1998 | Kitt Peak     | Spacewatch          | —         | MPC                           |
| 451581     | 2012 BH2   | 22 out 2006 | Kitt Peak     | Spacewatch          | —         | MPC                           |
| 451582     | 2012 BQ4   | 18 jan 2012 | Kitt Peak     | Spacewatch          | —         | MPC                           |
| 451583     | 2012 BE9   | 7 jan 2003  | Socorro       | LINEAR              | —         | MPC                           |
| 451584     | 2012 BW10  | 28 dez 2011 | Mount Lemmon  | Mount Lemmon Survey | —         | MPC                           |
| 451585     | 2012 BD29  | 18 nov 2006 | Kitt Peak     | Spacewatch          | —         | MPC                           |
| 451586     | 2012 BM30  | 27 mar 2008 | Mount Lemmon  | Mount Lemmon Survey | —         | MPC                           |
| 451587     | 2012 BF43  | 21 out 2006 | Mount Lemmon  | Mount Lemmon Survey | —         | MPC                           |
| 451588     | 2012 BO58  | 8 jun 2005  | Kitt Peak     | Spacewatch          | —         | MPC                           |
| 451589     | 2012 BM59  | 30 set 2006 | Catalina      | CSS                 | —         | MPC                           |
| 451590     | 2012 BC67  | 2 jan 2012  | Mount Lemmon  | Mount Lemmon Survey | —         | MPC                           |
| 451591     | 2012 BY71  | 17 fev 2007 | Mount Lemmon  | Mount Lemmon Survey | Brangane  | MPC                           |
| 451592     | 2012 BJ78  | 3 set 2010  | Mount Lemmon  | Mount Lemmon Survey | —         | MPC                           |
| 451593     | 2012 BQ98  | 23 ago 2001 | Kitt Peak     | Spacewatch          | —         | MPC                           |
| 451594     | 2012 BV119 | 18 jan 2012 | Kitt Peak     | Spacewatch          | —         | MPC                           |
| 451595     | 2012 BQ132 | 11 nov 2006 | Kitt Peak     | Spacewatch          | —         | MPC                           |
| 451596     | 2012 BF140 | 31 jan 2012 | Mount Lemmon  | Mount Lemmon Survey | —         | MPC                           |
| 451597     | 2012 CP9   | 1 fev 2012  | Kitt Peak     | Spacewatch          | —         | MPC                           |
| 451598     | 2012 CF21  | 15 set 2006 | Kitt Peak     | Spacewatch          | —         | MPC                           |
| 451599     | 2012 CS36  | 19 jan 2012 | Kitt Peak     | Spacewatch          | —         | MPC                           |
| 451600     | 2012 CC37  | 10 mar 2007 | Kitt Peak     | Spacewatch          | —         | MPC                           |

## 451601–451700
| Designação | Designação | Descoberta  | Descoberta        | Descobridor(es)     | Categoria | Mais informações / Referência |
| Permanente | Provisória | Data        | Local             | Descobridor(es)     | Categoria | Mais informações / Referência |
| ---------- | ---------- | ----------- | ----------------- | ------------------- | --------- | ----------------------------- |
| 451601     | 2012 CD47  | 19 set 2009 | Kitt Peak         | Spacewatch          | Brangane  | MPC                           |
| 451602     | 2012 CC57  | 11 out 2010 | Mount Lemmon      | Mount Lemmon Survey | —         | MPC                           |
| 451603     | 2012 DQ2   | 10 out 2004 | Kitt Peak         | Spacewatch          | —         | MPC                           |
| 451604     | 2012 DM10  | 30 jan 2012 | Kitt Peak         | Spacewatch          | —         | MPC                           |
| 451605     | 2012 DN12  | 30 jan 2012 | Kitt Peak         | Spacewatch          | —         | MPC                           |
| 451606     | 2012 DR13  | 21 fev 2012 | Mount Lemmon      | Mount Lemmon Survey | —         | MPC                           |
| 451607     | 2012 DY14  | 22 abr 2007 | Catalina          | CSS                 | —         | MPC                           |
| 451608     | 2012 DH17  | 26 abr 2008 | Kitt Peak         | Spacewatch          | —         | MPC                           |
| 451609     | 2012 DG18  | 18 jan 2012 | Kitt Peak         | Spacewatch          | —         | MPC                           |
| 451610     | 2012 DW24  | 15 set 2009 | Kitt Peak         | Spacewatch          | —         | MPC                           |
| 451611     | 2012 DV39  | 16 mar 2007 | Kitt Peak         | Spacewatch          | —         | MPC                           |
| 451612     | 2012 DJ51  | 28 dez 2005 | Kitt Peak         | Spacewatch          | —         | MPC                           |
| 451613     | 2012 DM57  | 25 fev 2012 | Mount Lemmon      | Mount Lemmon Survey | Brangane  | MPC                           |
| 451614     | 2012 DH77  | 21 fev 2012 | Kitt Peak         | Spacewatch          | —         | MPC                           |
| 451615     | 2012 DX84  | 15 set 2004 | Kitt Peak         | Spacewatch          | —         | MPC                           |
| 451616     | 2012 DR88  | 23 fev 2012 | Mount Lemmon      | Mount Lemmon Survey | —         | MPC                           |
| 451617     | 2012 DK96  | 11 mar 2007 | Mount Lemmon      | Mount Lemmon Survey | —         | MPC                           |
| 451618     | 2012 EQ5   | 27 jan 2012 | Mount Lemmon      | Mount Lemmon Survey | —         | MPC                           |
| 451619     | 2012 FQ14  | 17 nov 2009 | Mount Lemmon      | Mount Lemmon Survey | —         | MPC                           |
| 451620     | 2012 FR21  | 22 fev 2012 | Kitt Peak         | Spacewatch          | —         | MPC                           |
| 451621     | 2012 FA33  | 16 out 2009 | Mount Lemmon      | Mount Lemmon Survey | —         | MPC                           |
| 451622     | 2012 FJ45  | 27 set 2009 | Kitt Peak         | Spacewatch          | —         | MPC                           |
| 451623     | 2012 FW58  | 16 mar 2012 | Mount Lemmon      | Mount Lemmon Survey | —         | MPC                           |
| 451624     | 2012 FY67  | 18 set 2009 | Kitt Peak         | Spacewatch          | —         | MPC                           |
| 451625     | 2012 FR68  | 10 out 2004 | Kitt Peak         | Spacewatch          | —         | MPC                           |
| 451626     | 2012 FN69  | 26 mar 2007 | Kitt Peak         | Spacewatch          | —         | MPC                           |
| 451627     | 2012 FV78  | 8 jun 2007  | Kitt Peak         | Spacewatch          | —         | MPC                           |
| 451628     | 2012 FX79  | 7 out 2004  | Kitt Peak         | Spacewatch          | —         | MPC                           |
| 451629     | 2012 GH8   | 15 out 2009 | Mount Lemmon      | Mount Lemmon Survey | —         | MPC                           |
| 451630     | 2012 GR12  | 3 dez 2010  | Catalina          | CSS                 | —         | MPC                           |
| 451631     | 2012 GL13  | 16 out 2009 | Mount Lemmon      | Mount Lemmon Survey | —         | MPC                           |
| 451632     | 2012 GB21  | 22 set 2009 | Kitt Peak         | Spacewatch          | —         | MPC                           |
| 451633     | 2012 GR26  | 14 mar 2012 | Kitt Peak         | Spacewatch          | —         | MPC                           |
| 451634     | 2012 GR27  | 20 fev 2001 | Socorro           | LINEAR              | —         | MPC                           |
| 451635     | 2012 GD29  | 14 out 2009 | Mount Lemmon      | Mount Lemmon Survey | —         | MPC                           |
| 451636     | 2012 HP18  | 27 fev 2006 | Kitt Peak         | Spacewatch          | —         | MPC                           |
| 451637     | 2012 HW34  | 25 set 2009 | Kitt Peak         | Spacewatch          | —         | MPC                           |
| 451638     | 2012 HF56  | 26 jan 2006 | Kitt Peak         | Spacewatch          | —         | MPC                           |
| 451639     | 2012 HR63  | 8 dez 2004  | Socorro           | LINEAR              | —         | MPC                           |
| 451640     | 2012 HT64  | 11 nov 2004 | Kitt Peak         | Spacewatch          | —         | MPC                           |
| 451641     | 2012 HX71  | 27 jan 2006 | Mount Lemmon      | Mount Lemmon Survey | —         | MPC                           |
| 451642     | 2012 HO82  | 25 abr 2003 | Kitt Peak         | Spacewatch          | —         | MPC                           |
| 451643     | 2012 HA83  | 9 mar 2006  | Catalina          | CSS                 | —         | MPC                           |
| 451644     | 2012 JJ16  | 20 jan 2010 | WISE              | WISE                | —         | MPC                           |
| 451645     | 2012 JE25  | 24 mar 2001 | Anderson Mesa     | LONEOS              | —         | MPC                           |
| 451646     | 2012 JX60  | 17 nov 2010 | Mount Lemmon      | Mount Lemmon Survey | —         | MPC                           |
| 451647     | 2012 JA66  | 26 nov 2009 | Mount Lemmon      | Mount Lemmon Survey | —         | MPC                           |
| 451648     | 2012 KA37  | 24 dez 2005 | Kitt Peak         | Spacewatch          | —         | MPC                           |
| 451649     | 2012 PW18  | 8 jan 2006  | Mount Lemmon      | Mount Lemmon Survey | Juno      | MPC                           |
| 451650     | 2012 SE16  | 9 nov 2009  | Kitt Peak         | Spacewatch          | —         | MPC                           |
| 451651     | 2012 SU30  | 16 set 2012 | Catalina          | CSS                 | Juno      | MPC                           |
| 451652     | 2012 TG129 | 15 set 2012 | Kitt Peak         | Spacewatch          | —         | MPC                           |
| 451653     | 2012 UO57  | 8 out 2012  | Kitt Peak         | Spacewatch          | —         | MPC                           |
| 451654     | 2012 UN151 | 23 set 2012 | Mount Lemmon      | Mount Lemmon Survey | —         | MPC                           |
| 451655     | 2012 VY75  | 13 nov 2012 | Mount Lemmon      | Mount Lemmon Survey | —         | MPC                           |
| 451656     | 2012 WF29  | 29 mar 2011 | Kitt Peak         | Spacewatch          | —         | MPC                           |
| 451657     | 2012 WD36  | 19 nov 2012 | Cerro Tololo Obs. | CTIO-DECam          | —         | MPC                           |
| 451658     | 2012 XT67  | 12 mar 2010 | Kitt Peak         | Spacewatch          | —         | MPC                           |
| 451659     | 2012 XG105 | 5 jan 2002  | Kitt Peak         | Spacewatch          | —         | MPC                           |
| 451660     | 2012 XS151 | 25 jan 2006 | Kitt Peak         | Spacewatch          | —         | MPC                           |
| 451661     | 2012 XM152 | 21 set 2008 | Kitt Peak         | Spacewatch          | —         | MPC                           |
| 451662     | 2013 AH9   | 24 set 2011 | Mount Lemmon      | Mount Lemmon Survey | —         | MPC                           |
| 451663     | 2013 AU12  | 21 out 2008 | Kitt Peak         | Spacewatch          | —         | MPC                           |
| 451664     | 2013 AV31  | 8 jan 2006  | Mount Lemmon      | Mount Lemmon Survey | —         | MPC                           |
| 451665     | 2013 AV38  | 10 nov 2005 | Kitt Peak         | Spacewatch          | —         | MPC                           |
| 451666     | 2013 AS58  | 26 dez 2005 | Kitt Peak         | Spacewatch          | —         | MPC                           |
| 451667     | 2013 AA59  | 2 dez 2008  | Kitt Peak         | Spacewatch          | —         | MPC                           |
| 451668     | 2013 AW70  | 23 set 2008 | Mount Lemmon      | Mount Lemmon Survey | —         | MPC                           |
| 451669     | 2013 AR80  | 13 nov 2012 | Mount Lemmon      | Mount Lemmon Survey | —         | MPC                           |
| 451670     | 2013 AE89  | 3 set 2008  | Kitt Peak         | Spacewatch          | —         | MPC                           |
| 451671     | 2013 AT89  | 10 out 2008 | Mount Lemmon      | Mount Lemmon Survey | —         | MPC                           |
| 451672     | 2013 AG99  | 20 jan 2009 | Catalina          | CSS                 | —         | MPC                           |
| 451673     | 2013 AE100 | 24 ago 2007 | Kitt Peak         | Spacewatch          | —         | MPC                           |
| 451674     | 2013 AQ104 | 2 dez 2005  | Mount Lemmon      | Mount Lemmon Survey | —         | MPC                           |
| 451675     | 2013 AZ106 | 25 out 2008 | Kitt Peak         | Spacewatch          | —         | MPC                           |
| 451676     | 2013 AC116 | 13 mar 2010 | Mount Lemmon      | Mount Lemmon Survey | —         | MPC                           |
| 451677     | 2013 AO126 | 6 fev 2010  | Kitt Peak         | Spacewatch          | Flora     | MPC                           |
| 451678     | 2013 AT136 | 7 fev 2006  | Kitt Peak         | Spacewatch          | —         | MPC                           |
| 451679     | 2013 AZ166 | 16 jun 2010 | Mount Lemmon      | Mount Lemmon Survey | —         | MPC                           |
| 451680     | 2013 BN9   | 5 dez 2008  | Kitt Peak         | Spacewatch          | —         | MPC                           |
| 451681     | 2013 BJ12  | 5 dez 2008  | Kitt Peak         | Spacewatch          | —         | MPC                           |
| 451682     | 2013 BK22  | 18 jul 2007 | Mount Lemmon      | Mount Lemmon Survey | —         | MPC                           |
| 451683     | 2013 BA49  | 29 dez 2008 | Kitt Peak         | Spacewatch          | —         | MPC                           |
| 451684     | 2013 BV63  | 31 jan 2006 | Kitt Peak         | Spacewatch          | —         | MPC                           |
| 451685     | 2013 BK66  | 9 jan 2013  | Kitt Peak         | Spacewatch          | —         | MPC                           |
| 451686     | 2013 BR67  | 30 nov 2008 | Mount Lemmon      | Mount Lemmon Survey | —         | MPC                           |
| 451687     | 2013 BF68  | 5 dez 2008  | Kitt Peak         | Spacewatch          | —         | MPC                           |
| 451688     | 2013 BV71  | 6 dez 2005  | Kitt Peak         | Spacewatch          | —         | MPC                           |
| 451689     | 2013 BB76  | 22 fev 2010 | WISE              | WISE                | —         | MPC                           |
| 451690     | 2013 CC6   | 5 jan 2013  | Kitt Peak         | Spacewatch          | —         | MPC                           |
| 451691     | 2013 CG6   | 27 fev 2006 | Mount Lemmon      | Mount Lemmon Survey | —         | MPC                           |
| 451692     | 2013 CO9   | 27 out 2008 | Kitt Peak         | Spacewatch          | —         | MPC                           |
| 451693     | 2013 CO11  | 25 jan 2006 | Kitt Peak         | Spacewatch          | —         | MPC                           |
| 451694     | 2013 CG22  | 10 abr 2010 | Mount Lemmon      | Mount Lemmon Survey | —         | MPC                           |
| 451695     | 2013 CL29  | 1 jan 2009  | Mount Lemmon      | Mount Lemmon Survey | —         | MPC                           |
| 451696     | 2013 CH34  | 12 dez 2012 | Kitt Peak         | Spacewatch          | —         | MPC                           |
| 451697     | 2013 CC39  | 23 dez 2001 | Kitt Peak         | Spacewatch          | —         | MPC                           |
| 451698     | 2013 CZ41  | 12 set 2004 | Kitt Peak         | Spacewatch          | —         | MPC                           |
| 451699     | 2013 CX49  | 25 set 2008 | Mount Lemmon      | Mount Lemmon Survey | —         | MPC                           |
| 451700     | 2013 CY60  | 1 mar 2009  | Mount Lemmon      | Mount Lemmon Survey | —         | MPC                           |

## 451701–451800
| Designação | Designação | Descoberta  | Descoberta       | Descobridor(es)     | Categoria | Mais informações / Referência |
| Permanente | Provisória | Data        | Local            | Descobridor(es)     | Categoria | Mais informações / Referência |
| ---------- | ---------- | ----------- | ---------------- | ------------------- | --------- | ----------------------------- |
| 451701     | 2013 CL65  | 21 dez 2008 | Kitt Peak        | Spacewatch          | —         | MPC                           |
| 451702     | 2013 CN66  | 10 mar 2005 | Mount Lemmon     | Mount Lemmon Survey | —         | MPC                           |
| 451703     | 2013 CC67  | 30 out 2008 | Mount Lemmon     | Mount Lemmon Survey | —         | MPC                           |
| 451704     | 2013 CL72  | 18 nov 2011 | Mount Lemmon     | Mount Lemmon Survey | —         | MPC                           |
| 451705     | 2013 CN73  | 7 jan 2013  | Kitt Peak        | Spacewatch          | —         | MPC                           |
| 451706     | 2013 CN89  | 6 fev 2013  | Kitt Peak        | Spacewatch          | —         | MPC                           |
| 451707     | 2013 CL106 | 2 dez 2008  | Kitt Peak        | Spacewatch          | —         | MPC                           |
| 451708     | 2013 CZ107 | 19 out 2011 | Mount Lemmon     | Mount Lemmon Survey | —         | MPC                           |
| 451709     | 2013 CN116 | 19 dez 2007 | Kitt Peak        | Spacewatch          | —         | MPC                           |
| 451710     | 2013 CF118 | 3 nov 2011  | Mount Lemmon     | Mount Lemmon Survey | —         | MPC                           |
| 451711     | 2013 CC119 | 8 out 2008  | Mount Lemmon     | Mount Lemmon Survey | —         | MPC                           |
| 451712     | 2013 CB127 | 7 out 2004  | Kitt Peak        | Spacewatch          | —         | MPC                           |
| 451713     | 2013 CE132 | 25 out 2008 | Kitt Peak        | Spacewatch          | —         | MPC                           |
| 451714     | 2013 CO147 | 11 jan 2002 | Kitt Peak        | Spacewatch          | Mitidika  | MPC                           |
| 451715     | 2013 CV161 | 22 dez 2008 | Kitt Peak        | Spacewatch          | —         | MPC                           |
| 451716     | 2013 CE171 | 18 nov 2008 | Kitt Peak        | Spacewatch          | —         | MPC                           |
| 451717     | 2013 CZ175 | 13 fev 2002 | Kitt Peak        | Spacewatch          | —         | MPC                           |
| 451718     | 2013 CB179 | 7 set 2011  | Kitt Peak        | Spacewatch          | —         | MPC                           |
| 451719     | 2013 CC179 | 7 fev 2002  | Kitt Peak        | Spacewatch          | —         | MPC                           |
| 451720     | 2013 CL184 | 31 dez 2008 | Mount Lemmon     | Mount Lemmon Survey | —         | MPC                           |
| 451721     | 2013 CO186 | 4 jan 2006  | Mount Lemmon     | Mount Lemmon Survey | —         | MPC                           |
| 451722     | 2013 CA209 | 1 fev 2013  | Kitt Peak        | Spacewatch          | —         | MPC                           |
| 451723     | 2013 CD216 | 15 jan 2008 | Mount Lemmon     | Mount Lemmon Survey | —         | MPC                           |
| 451724     | 2013 CS219 | 16 jan 2009 | Mount Lemmon     | Mount Lemmon Survey | —         | MPC                           |
| 451725     | 2013 DE10  | 10 set 2007 | Kitt Peak        | Spacewatch          | —         | MPC                           |
| 451726     | 2013 DH14  | 19 set 2006 | Kitt Peak        | Spacewatch          | —         | MPC                           |
| 451727     | 2013 EY6   | 8 mar 2005  | Mount Lemmon     | Mount Lemmon Survey | —         | MPC                           |
| 451728     | 2013 EP7   | 24 set 2004 | Kitt Peak        | Spacewatch          | —         | MPC                           |
| 451729     | 2013 ED8   | 25 jan 2009 | Kitt Peak        | Spacewatch          | —         | MPC                           |
| 451730     | 2013 EZ14  | 29 dez 2008 | Kitt Peak        | Spacewatch          | Mitidika  | MPC                           |
| 451731     | 2013 EZ19  | 13 jan 2013 | Catalina         | CSS                 | —         | MPC                           |
| 451732     | 2013 EX20  | 25 mar 2006 | Kitt Peak        | Spacewatch          | —         | MPC                           |
| 451733     | 2013 EP21  | 29 dez 2008 | Mount Lemmon     | Mount Lemmon Survey | —         | MPC                           |
| 451734     | 2013 EC23  | 27 set 2006 | Mount Lemmon     | Mount Lemmon Survey | —         | MPC                           |
| 451735     | 2013 EQ24  | 10 dez 2004 | Kitt Peak        | Spacewatch          | —         | MPC                           |
| 451736     | 2013 ES24  | 5 mar 2013  | Kitt Peak        | Spacewatch          | —         | MPC                           |
| 451737     | 2013 EH25  | 2 out 2006  | Mount Lemmon     | Mount Lemmon Survey | —         | MPC                           |
| 451738     | 2013 EP26  | 26 abr 2006 | Kitt Peak        | Spacewatch          | —         | MPC                           |
| 451739     | 2013 EH32  | 17 abr 2009 | Kitt Peak        | Spacewatch          | —         | MPC                           |
| 451740     | 2013 EA38  | 16 fev 2013 | Kitt Peak        | Spacewatch          | —         | MPC                           |
| 451741     | 2013 EO38  | 1 mar 2009  | Kitt Peak        | Spacewatch          | —         | MPC                           |
| 451742     | 2013 ER40  | 26 jan 2006 | Catalina         | CSS                 | —         | MPC                           |
| 451743     | 2013 EO45  | 20 jan 2009 | Catalina         | CSS                 | —         | MPC                           |
| 451744     | 2013 EG58  | 22 out 2011 | Kitt Peak        | Spacewatch          | —         | MPC                           |
| 451745     | 2013 EA64  | 17 nov 1998 | Kitt Peak        | Spacewatch          | —         | MPC                           |
| 451746     | 2013 EH67  | 31 jan 2009 | Mount Lemmon     | Mount Lemmon Survey | —         | MPC                           |
| 451747     | 2013 EE75  | 7 mai 2005  | Mount Lemmon     | Mount Lemmon Survey | —         | MPC                           |
| 451748     | 2013 EC83  | 5 mar 2008  | Mount Lemmon     | Mount Lemmon Survey | —         | MPC                           |
| 451749     | 2013 EQ85  | 2 abr 2006  | Kitt Peak        | Spacewatch          | —         | MPC                           |
| 451750     | 2013 EG88  | 23 abr 2009 | Mount Lemmon     | Mount Lemmon Survey | —         | MPC                           |
| 451751     | 2013 EM92  | 13 nov 2007 | Mount Lemmon     | Mount Lemmon Survey | —         | MPC                           |
| 451752     | 2013 EF93  | 19 dez 2003 | Kitt Peak        | Spacewatch          | —         | MPC                           |
| 451753     | 2013 EP97  | 18 jan 2009 | Kitt Peak        | Spacewatch          | —         | MPC                           |
| 451754     | 2013 EG101 | 18 dez 2001 | Kitt Peak        | Spacewatch          | —         | MPC                           |
| 451755     | 2013 ET104 | 16 jan 2009 | Kitt Peak        | Spacewatch          | —         | MPC                           |
| 451756     | 2013 EL105 | 26 set 2011 | Mount Lemmon     | Mount Lemmon Survey | —         | MPC                           |
| 451757     | 2013 ER106 | 12 out 2007 | Mount Lemmon     | Mount Lemmon Survey | —         | MPC                           |
| 451758     | 2013 EW113 | 17 nov 2006 | Mount Lemmon     | Mount Lemmon Survey | —         | MPC                           |
| 451759     | 2013 EH121 | 28 fev 2009 | Mount Lemmon     | Mount Lemmon Survey | —         | MPC                           |
| 451760     | 2013 ED122 | 13 out 2007 | Mount Lemmon     | Mount Lemmon Survey | —         | MPC                           |
| 451761     | 2013 FE1   | 10 out 2004 | Kitt Peak        | Spacewatch          | —         | MPC                           |
| 451762     | 2013 FA7   | 9 mar 2008  | Mount Lemmon     | Mount Lemmon Survey | —         | MPC                           |
| 451763     | 2013 FO11  | 17 jun 2009 | Kitt Peak        | Spacewatch          | Brangane  | MPC                           |
| 451764     | 2013 FK18  | 27 out 2006 | Mount Lemmon     | Mount Lemmon Survey | —         | MPC                           |
| 451765     | 2013 FU21  | 10 mar 2005 | Mount Lemmon     | Mount Lemmon Survey | —         | MPC                           |
| 451766     | 2013 FY24  | 9 mar 2007  | Mount Lemmon     | Mount Lemmon Survey | —         | MPC                           |
| 451767     | 2013 FP26  | 15 dez 1998 | Caussols         | ODAS                | —         | MPC                           |
| 451768     | 2013 FU26  | 2 nov 2007  | Kitt Peak        | Spacewatch          | —         | MPC                           |
| 451769     | 2013 GB4   | 3 dez 2008  | Mount Lemmon     | Mount Lemmon Survey | —         | MPC                           |
| 451770     | 2013 GB13  | 2 abr 2009  | Mount Lemmon     | Mount Lemmon Survey | Phocaea   | MPC                           |
| 451771     | 2013 GJ19  | 12 abr 2005 | Mount Lemmon     | Mount Lemmon Survey | —         | MPC                           |
| 451772     | 2013 GP24  | 3 mai 2008  | Mount Lemmon     | Mount Lemmon Survey | —         | MPC                           |
| 451773     | 2013 GU36  | 14 jan 2008 | Kitt Peak        | Spacewatch          | —         | MPC                           |
| 451774     | 2013 GL62  | 23 out 2006 | Kitt Peak        | Spacewatch          | —         | MPC                           |
| 451775     | 2013 GA64  | 7 abr 2006  | Kitt Peak        | Spacewatch          | —         | MPC                           |
| 451776     | 2013 GN71  | 13 mar 2007 | Mount Lemmon     | Mount Lemmon Survey | —         | MPC                           |
| 451777     | 2013 GW85  | 17 abr 2009 | Catalina         | CSS                 | —         | MPC                           |
| 451778     | 2013 GM91  | 11 dez 2004 | Campo Imperatore | CINEOS              | —         | MPC                           |
| 451779     | 2013 GG92  | 17 mar 2007 | Catalina         | CSS                 | —         | MPC                           |
| 451780     | 2013 GP92  | 28 jan 2004 | Socorro          | LINEAR              | —         | MPC                           |
| 451781     | 2013 GC97  | 21 set 2009 | Mount Lemmon     | Mount Lemmon Survey | —         | MPC                           |
| 451782     | 2013 GJ100 | 11 set 2010 | Mount Lemmon     | Mount Lemmon Survey | —         | MPC                           |
| 451783     | 2013 GW100 | 25 set 2009 | Kitt Peak        | Spacewatch          | —         | MPC                           |
| 451784     | 2013 GK109 | 16 jan 2008 | Mount Lemmon     | Mount Lemmon Survey | —         | MPC                           |
| 451785     | 2013 GJ113 | 30 out 2010 | Kitt Peak        | Spacewatch          | —         | MPC                           |
| 451786     | 2013 GR123 | 13 dez 2007 | Socorro          | LINEAR              | —         | MPC                           |
| 451787     | 2013 GD124 | 14 out 2010 | Mount Lemmon     | Mount Lemmon Survey | —         | MPC                           |
| 451788     | 2013 GV124 | 13 fev 2008 | Kitt Peak        | Spacewatch          | —         | MPC                           |
| 451789     | 2013 GN129 | 18 set 2003 | Kitt Peak        | Spacewatch          | —         | MPC                           |
| 451790     | 2013 GY132 | 11 nov 2006 | Mount Lemmon     | Mount Lemmon Survey | Themis    | MPC                           |
| 451791     | 2013 GH136 | 14 abr 2013 | Mount Lemmon     | Mount Lemmon Survey | Brangane  | MPC                           |
| 451792     | 2013 HC5   | 15 out 2004 | Kitt Peak        | Spacewatch          | —         | MPC                           |
| 451793     | 2013 HG9   | 3 fev 2008  | Kitt Peak        | Spacewatch          | —         | MPC                           |
| 451794     | 2013 HA10  | 1 mar 2008  | Mount Lemmon     | Mount Lemmon Survey | —         | MPC                           |
| 451795     | 2013 HS17  | 12 fev 2012 | Mount Lemmon     | Mount Lemmon Survey | —         | MPC                           |
| 451796     | 2013 HU19  | 18 jan 2008 | Mount Lemmon     | Mount Lemmon Survey | —         | MPC                           |
| 451797     | 2013 HH21  | 29 out 2010 | Mount Lemmon     | Mount Lemmon Survey | —         | MPC                           |
| 451798     | 2013 HT23  | 5 abr 2000  | Socorro          | LINEAR              | —         | MPC                           |
| 451799     | 2013 HP27  | 27 set 2006 | Kitt Peak        | Spacewatch          | —         | MPC                           |
| 451800     | 2013 HJ29  | 25 nov 2005 | Kitt Peak        | Spacewatch          | —         | MPC                           |

## 451801–451900
| Designação | Designação | Descoberta  | Descoberta       | Descobridor(es)     | Categoria | Mais informações / Referência |
| Permanente | Provisória | Data        | Local            | Descobridor(es)     | Categoria | Mais informações / Referência |
| ---------- | ---------- | ----------- | ---------------- | ------------------- | --------- | ----------------------------- |
| 451801     | 2013 HA30  | 14 mai 2008 | Mount Lemmon     | Mount Lemmon Survey | —         | MPC                           |
| 451802     | 2013 HM30  | 21 set 2009 | Mount Lemmon     | Mount Lemmon Survey | —         | MPC                           |
| 451803     | 2013 HM32  | 25 set 2000 | Kitt Peak        | Spacewatch          | Eos       | MPC                           |
| 451804     | 2013 HT42  | 25 nov 2006 | Kitt Peak        | Spacewatch          | —         | MPC                           |
| 451805     | 2013 HB43  | 10 set 2010 | Mount Lemmon     | Mount Lemmon Survey | —         | MPC                           |
| 451806     | 2013 HH43  | 15 dez 2006 | Kitt Peak        | Spacewatch          | —         | MPC                           |
| 451807     | 2013 HQ43  | 6 mar 2008  | Mount Lemmon     | Mount Lemmon Survey | —         | MPC                           |
| 451808     | 2013 HM46  | 19 jan 2004 | Kitt Peak        | Spacewatch          | —         | MPC                           |
| 451809     | 2013 HX47  | 22 set 2009 | Kitt Peak        | Spacewatch          | —         | MPC                           |
| 451810     | 2013 HQ55  | 22 set 2009 | Kitt Peak        | Spacewatch          | —         | MPC                           |
| 451811     | 2013 HD56  | 19 out 2006 | Mount Lemmon     | Mount Lemmon Survey | —         | MPC                           |
| 451812     | 2013 HK56  | 8 fev 2008  | Kitt Peak        | Spacewatch          | —         | MPC                           |
| 451813     | 2013 HH61  | 2 nov 2007  | Kitt Peak        | Spacewatch          | —         | MPC                           |
| 451814     | 2013 HM61  | 28 set 2006 | Mount Lemmon     | Mount Lemmon Survey | —         | MPC                           |
| 451815     | 2013 HO61  | 15 set 2010 | Kitt Peak        | Spacewatch          | —         | MPC                           |
| 451816     | 2013 HL67  | 17 out 2010 | Mount Lemmon     | Mount Lemmon Survey | —         | MPC                           |
| 451817     | 2013 HZ88  | 12 fev 2008 | Kitt Peak        | Spacewatch          | —         | MPC                           |
| 451818     | 2013 HW90  | 8 set 2010  | Kitt Peak        | Spacewatch          | —         | MPC                           |
| 451819     | 2013 HR95  | 15 abr 2008 | Mount Lemmon     | Mount Lemmon Survey | —         | MPC                           |
| 451820     | 2013 HJ104 | 16 dez 2007 | Mount Lemmon     | Mount Lemmon Survey | —         | MPC                           |
| 451821     | 2013 HK115 | 15 set 2010 | Kitt Peak        | Spacewatch          | —         | MPC                           |
| 451822     | 2013 HY116 | 16 ago 2009 | Kitt Peak        | Spacewatch          | —         | MPC                           |
| 451823     | 2013 HL117 | 2 nov 2010  | Mount Lemmon     | Mount Lemmon Survey | —         | MPC                           |
| 451824     | 2013 HL119 | 22 out 2006 | Kitt Peak        | Spacewatch          | —         | MPC                           |
| 451825     | 2013 HA122 | 27 nov 2006 | Kitt Peak        | Spacewatch          | —         | MPC                           |
| 451826     | 2013 HL131 | 31 out 2006 | Mount Lemmon     | Mount Lemmon Survey | —         | MPC                           |
| 451827     | 2013 HY132 | 18 fev 2008 | Mount Lemmon     | Mount Lemmon Survey | —         | MPC                           |
| 451828     | 2013 HC150 | 3 out 2010  | Kitt Peak        | Spacewatch          | —         | MPC                           |
| 451829     | 2013 JG5   | 9 mai 2002  | Socorro          | LINEAR              | —         | MPC                           |
| 451830     | 2013 JC8   | 11 abr 2013 | Kitt Peak        | Spacewatch          | —         | MPC                           |
| 451831     | 2013 JB9   | 10 nov 2010 | Mount Lemmon     | Mount Lemmon Survey | —         | MPC                           |
| 451832     | 2013 JU11  | 4 mai 2013  | Mount Lemmon     | Mount Lemmon Survey | —         | MPC                           |
| 451833     | 2013 JF13  | 13 dez 2010 | Mount Lemmon     | Mount Lemmon Survey | —         | MPC                           |
| 451834     | 2013 JO18  | 17 nov 2001 | Kitt Peak        | Spacewatch          | —         | MPC                           |
| 451835     | 2013 JL20  | 6 fev 2000  | Socorro          | LINEAR              | —         | MPC                           |
| 451836     | 2013 JW29  | 24 out 2011 | Mount Lemmon     | Mount Lemmon Survey | —         | MPC                           |
| 451837     | 2013 JV32  | 28 jan 2003 | Socorro          | LINEAR              | —         | MPC                           |
| 451838     | 2013 JL36  | 28 jan 2007 | Kitt Peak        | Spacewatch          | —         | MPC                           |
| 451839     | 2013 JT40  | 13 abr 2013 | Kitt Peak        | Spacewatch          | —         | MPC                           |
| 451840     | 2013 JM41  | 2 dez 2010  | Kitt Peak        | Spacewatch          | —         | MPC                           |
| 451841     | 2013 KR2   | 29 ago 2006 | Kitt Peak        | Spacewatch          | —         | MPC                           |
| 451842     | 2013 KV9   | 16 set 2009 | Mount Lemmon     | Mount Lemmon Survey | —         | MPC                           |
| 451843     | 2013 KD11  | 15 mai 2004 | Socorro          | LINEAR              | —         | MPC                           |
| 451844     | 2013 KL14  | 12 nov 2006 | Mount Lemmon     | Mount Lemmon Survey | —         | MPC                           |
| 451845     | 2013 LW3   | 30 nov 2010 | Mount Lemmon     | Mount Lemmon Survey | Brangane  | MPC                           |
| 451846     | 2013 LK5   | 25 mar 2007 | Mount Lemmon     | Mount Lemmon Survey | —         | MPC                           |
| 451847     | 2013 LQ10  | 4 dez 2010  | Mount Lemmon     | Mount Lemmon Survey | Brangane  | MPC                           |
| 451848     | 2013 LG18  | 16 out 2006 | Kitt Peak        | Spacewatch          | —         | MPC                           |
| 451849     | 2013 MD2   | 26 mar 2007 | Kitt Peak        | Spacewatch          | —         | MPC                           |
| 451850     | 2014 AT32  | 20 fev 2009 | Siding Spring    | SSS                 | —         | MPC                           |
| 451851     | 2014 BK38  | 10 jan 2007 | Kitt Peak        | Spacewatch          | —         | MPC                           |
| 451852     | 2014 CE9   | 26 jan 2006 | Catalina         | CSS                 | —         | MPC                           |
| 451853     | 2014 DF11  | 24 fev 2006 | Kitt Peak        | Spacewatch          | —         | MPC                           |
| 451854     | 2014 DR50  | 18 ago 2006 | Kitt Peak        | Spacewatch          | —         | MPC                           |
| 451855     | 2014 DD74  | 23 abr 2001 | Prescott         | P. G. Comba         | —         | MPC                           |
| 451856     | 2014 DM110 | 8 set 2004  | Campo Imperatore | CINEOS              | —         | MPC                           |
| 451857     | 2014 FM    | 10 set 2010 | Kitt Peak        | Spacewatch          | —         | MPC                           |
| 451858     | 2014 FB56  | 9 mai 2000  | Kitt Peak        | Spacewatch          | —         | MPC                           |
| 451859     | 2014 FD68  | 12 set 2004 | Socorro          | LINEAR              | —         | MPC                           |
| 451860     | 2014 GY11  | 6 out 2008  | Mount Lemmon     | Mount Lemmon Survey | —         | MPC                           |
| 451861     | 2014 GM17  | 25 abr 2006 | Kitt Peak        | Spacewatch          | —         | MPC                           |
| 451862     | 2014 GN38  | 23 abr 2007 | Kitt Peak        | Spacewatch          | —         | MPC                           |
| 451863     | 2014 HX1   | 4 abr 2005  | Catalina         | CSS                 | —         | MPC                           |
| 451864     | 2014 HZ2   | 4 dez 2007  | Catalina         | CSS                 | Juno      | MPC                           |
| 451865     | 2014 HB14  | 6 dez 2012  | Mount Lemmon     | Mount Lemmon Survey | —         | MPC                           |
| 451866     | 2014 HE15  | 3 set 2007  | Catalina         | CSS                 | —         | MPC                           |
| 451867     | 2014 HP17  | 18 set 1995 | Kitt Peak        | Spacewatch          | —         | MPC                           |
| 451868     | 2014 HU19  | 20 jun 2006 | Mount Lemmon     | Mount Lemmon Survey | —         | MPC                           |
| 451869     | 2014 HV21  | 10 mar 2007 | Mount Lemmon     | Mount Lemmon Survey | —         | MPC                           |
| 451870     | 2014 HK23  | 30 jul 2008 | Kitt Peak        | Spacewatch          | —         | MPC                           |
| 451871     | 2014 HP32  | 7 mai 2007  | Kitt Peak        | Spacewatch          | —         | MPC                           |
| 451872     | 2014 HS33  | 12 out 2007 | Mount Lemmon     | Mount Lemmon Survey | —         | MPC                           |
| 451873     | 2014 HS37  | 28 mar 2014 | Mount Lemmon     | Mount Lemmon Survey | —         | MPC                           |
| 451874     | 2014 HH41  | 9 mar 2007  | Kitt Peak        | Spacewatch          | —         | MPC                           |
| 451875     | 2014 HS41  | 10 ago 2007 | Kitt Peak        | Spacewatch          | —         | MPC                           |
| 451876     | 2014 HR44  | 15 abr 2010 | Kitt Peak        | Spacewatch          | —         | MPC                           |
| 451877     | 2014 HF45  | 21 set 2011 | Mount Lemmon     | Mount Lemmon Survey | Mitidika  | MPC                           |
| 451878     | 2014 HH45  | 30 ago 2005 | Kitt Peak        | Spacewatch          | —         | MPC                           |
| 451879     | 2014 HL76  | 13 out 2010 | Kitt Peak        | Spacewatch          | —         | MPC                           |
| 451880     | 2014 HD77  | 10 set 2007 | Mount Lemmon     | Mount Lemmon Survey | —         | MPC                           |
| 451881     | 2014 HO103 | 2 fev 2006  | Mount Lemmon     | Mount Lemmon Survey | —         | MPC                           |
| 451882     | 2014 HF186 | 20 abr 2007 | Kitt Peak        | Spacewatch          | —         | MPC                           |
| 451883     | 2014 HO188 | 2 jan 2009  | Mount Lemmon     | Mount Lemmon Survey | —         | MPC                           |
| 451884     | 2014 JD3   | 14 set 2005 | Kitt Peak        | Spacewatch          | —         | MPC                           |
| 451885     | 2014 JO7   | 21 dez 2012 | Mount Lemmon     | Mount Lemmon Survey | —         | MPC                           |
| 451886     | 2014 JZ19  | 17 fev 2010 | Mount Lemmon     | Mount Lemmon Survey | —         | MPC                           |
| 451887     | 2014 JT22  | 20 out 2011 | Mount Lemmon     | Mount Lemmon Survey | —         | MPC                           |
| 451888     | 2014 JU30  | 24 abr 2009 | Kitt Peak        | Spacewatch          | —         | MPC                           |
| 451889     | 2014 JO36  | 14 mar 2007 | Kitt Peak        | Spacewatch          | —         | MPC                           |
| 451890     | 2014 JP36  | 17 fev 2010 | Kitt Peak        | Spacewatch          | —         | MPC                           |
| 451891     | 2014 JB37  | 3 mai 1997  | Kitt Peak        | Spacewatch          | —         | MPC                           |
| 451892     | 2014 JS39  | 20 nov 2009 | Mount Lemmon     | Mount Lemmon Survey | —         | MPC                           |
| 451893     | 2014 JU41  | 17 set 2006 | Kitt Peak        | Spacewatch          | —         | MPC                           |
| 451894     | 2014 JU43  | 11 mai 2007 | Mount Lemmon     | Mount Lemmon Survey | —         | MPC                           |
| 451895     | 2014 JG52  | 25 abr 2003 | Kitt Peak        | Spacewatch          | Mitidika  | MPC                           |
| 451896     | 2014 JN54  | 7 out 2004  | Siding Spring    | SSS                 | —         | MPC                           |
| 451897     | 2014 JP55  | 18 out 1999 | Kitt Peak        | Spacewatch          | —         | MPC                           |
| 451898     | 2014 JY62  | 20 abr 2010 | Mount Lemmon     | Mount Lemmon Survey | —         | MPC                           |
| 451899     | 2014 JM65  | 14 jun 2010 | Mount Lemmon     | Mount Lemmon Survey | —         | MPC                           |
| 451900     | 2014 JD66  | 7 nov 2008  | Mount Lemmon     | Mount Lemmon Survey | —         | MPC                           |

## 451901–452000
| Designação | Designação | Descoberta  | Descoberta    | Descobridor(es)     | Categoria | Mais informações / Referência |
| Permanente | Provisória | Data        | Local         | Descobridor(es)     | Categoria | Mais informações / Referência |
| ---------- | ---------- | ----------- | ------------- | ------------------- | --------- | ----------------------------- |
| 451901     | 2014 JG73  | 16 abr 2001 | Kitt Peak     | Spacewatch          | —         | MPC                           |
| 451902     | 2014 JZ75  | 31 ago 2005 | Kitt Peak     | Spacewatch          | —         | MPC                           |
| 451903     | 2014 JS77  | 24 nov 2008 | Kitt Peak     | Spacewatch          | —         | MPC                           |
| 451904     | 2014 KF6   | 9 set 2011  | Kitt Peak     | Spacewatch          | Mitidika  | MPC                           |
| 451905     | 2014 KE8   | 10 set 2007 | Mount Lemmon  | Mount Lemmon Survey | —         | MPC                           |
| 451906     | 2014 KV8   | 7 jan 2013  | Mount Lemmon  | Mount Lemmon Survey | —         | MPC                           |
| 451907     | 2014 KO18  | 17 jun 2010 | Mount Lemmon  | Mount Lemmon Survey | —         | MPC                           |
| 451908     | 2014 KU21  | 10 fev 2011 | Catalina      | CSS                 | Juno      | MPC                           |
| 451909     | 2014 KW24  | 20 out 2011 | Mount Lemmon  | Mount Lemmon Survey | —         | MPC                           |
| 451910     | 2014 KG26  | 14 abr 2010 | Kitt Peak     | Spacewatch          | —         | MPC                           |
| 451911     | 2014 KQ27  | 31 mai 2010 | WISE          | WISE                | —         | MPC                           |
| 451912     | 2014 KQ33  | 4 jun 2011  | Mount Lemmon  | Mount Lemmon Survey | —         | MPC                           |
| 451913     | 2014 KY33  | 11 jan 2008 | Kitt Peak     | Spacewatch          | Ino       | MPC                           |
| 451914     | 2014 KU38  | 15 jun 2010 | Siding Spring | SSS                 | —         | MPC                           |
| 451915     | 2014 KV53  | 2 mai 2014  | Mount Lemmon  | Mount Lemmon Survey | —         | MPC                           |
| 451916     | 2014 KE55  | 29 set 2003 | Kitt Peak     | Spacewatch          | —         | MPC                           |
| 451917     | 2014 KZ61  | 3 nov 2005  | Mount Lemmon  | Mount Lemmon Survey | —         | MPC                           |
| 451918     | 2014 KM64  | 17 fev 2010 | Kitt Peak     | Spacewatch          | —         | MPC                           |
| 451919     | 2014 KY65  | 21 mar 2010 | Kitt Peak     | Spacewatch          | Mitidika  | MPC                           |
| 451920     | 2014 KD75  | 20 mar 2010 | Kitt Peak     | Spacewatch          | —         | MPC                           |
| 451921     | 2014 KF76  | 13 jan 2003 | Socorro       | LINEAR              | —         | MPC                           |
| 451922     | 2014 KJ80  | 12 mar 2007 | Catalina      | CSS                 | —         | MPC                           |
| 451923     | 2014 KK81  | 4 jan 2013  | Mount Lemmon  | Mount Lemmon Survey | —         | MPC                           |
| 451924     | 2014 KP85  | 24 out 2011 | Mount Lemmon  | Mount Lemmon Survey | —         | MPC                           |
| 451925     | 2014 KK89  | 19 jun 2010 | Mount Lemmon  | Mount Lemmon Survey | —         | MPC                           |
| 451926     | 2014 KP90  | 22 out 2009 | Catalina      | CSS                 | —         | MPC                           |
| 451927     | 2014 KX93  | 27 nov 2006 | Kitt Peak     | Spacewatch          | —         | MPC                           |
| 451928     | 2014 LO4   | 22 set 2011 | Kitt Peak     | Spacewatch          | —         | MPC                           |
| 451929     | 2014 LF12  | 11 mar 2007 | Catalina      | CSS                 | —         | MPC                           |
| 451930     | 2014 LC18  | 18 dez 2007 | Mount Lemmon  | Mount Lemmon Survey | —         | MPC                           |
| 451931     | 2014 LR18  | 22 abr 1996 | Kitt Peak     | Spacewatch          | —         | MPC                           |
| 451932     | 2014 LX18  | 6 jan 2013  | Mount Lemmon  | Mount Lemmon Survey | —         | MPC                           |
| 451933     | 2014 LC23  | 10 set 2007 | Mount Lemmon  | Mount Lemmon Survey | —         | MPC                           |
| 451934     | 2014 LQ23  | 11 abr 2007 | Kitt Peak     | Spacewatch          | —         | MPC                           |
| 451935     | 2014 LD24  | 20 fev 2009 | Mount Lemmon  | Mount Lemmon Survey | —         | MPC                           |
| 451936     | 2014 LN27  | 3 out 2003  | Kitt Peak     | Spacewatch          | —         | MPC                           |
| 451937     | 2014 LA28  | 24 dez 2005 | Kitt Peak     | Spacewatch          | —         | MPC                           |
| 451938     | 2014 MF    | 2 abr 2010  | WISE          | WISE                | —         | MPC                           |
| 451939     | 2014 MQ1   | 28 jul 2011 | Siding Spring | SSS                 | —         | MPC                           |
| 451940     | 2014 MX6   | 4 set 2010  | Socorro       | LINEAR              | —         | MPC                           |
| 451941     | 2014 MH7   | 12 set 2007 | Catalina      | CSS                 | —         | MPC                           |
| 451942     | 2014 MQ8   | 19 out 2010 | Mount Lemmon  | Mount Lemmon Survey | Eos       | MPC                           |
| 451943     | 2014 MR13  | 22 dez 2008 | Kitt Peak     | Spacewatch          | —         | MPC                           |
| 451944     | 2014 MY13  | 8 mai 2005  | Kitt Peak     | Spacewatch          | —         | MPC                           |
| 451945     | 2014 MU14  | 13 mar 2010 | WISE          | WISE                | —         | MPC                           |
| 451946     | 2014 MW19  | 12 set 2007 | Mount Lemmon  | Mount Lemmon Survey | Mitidika  | MPC                           |
| 451947     | 2014 MR24  | 19 out 2010 | Mount Lemmon  | Mount Lemmon Survey | —         | MPC                           |
| 451948     | 2014 MF26  | 27 mai 2009 | Mount Lemmon  | Mount Lemmon Survey | —         | MPC                           |
| 451949     | 2014 MH26  | 25 mai 2009 | Kitt Peak     | Spacewatch          | —         | MPC                           |
| 451950     | 2014 MZ27  | 13 jan 1996 | Kitt Peak     | Spacewatch          | —         | MPC                           |
| 451951     | 2014 MH31  | 30 out 2010 | Kitt Peak     | Spacewatch          | —         | MPC                           |
| 451952     | 2014 MS37  | 13 jan 2010 | WISE          | WISE                | —         | MPC                           |
| 451953     | 2014 MZ40  | 24 set 2009 | Mount Lemmon  | Mount Lemmon Survey | Brangane  | MPC                           |
| 451954     | 2014 ML43  | 22 set 2009 | Catalina      | CSS                 | —         | MPC                           |
| 451955     | 2014 MR46  | 8 mai 2014  | Mount Lemmon  | Mount Lemmon Survey | —         | MPC                           |
| 451956     | 2014 MG52  | 21 out 2006 | Mount Lemmon  | Mount Lemmon Survey | Eos       | MPC                           |
| 451957     | 2014 MR53  | 15 nov 2009 | Siding Spring | SSS                 | —         | MPC                           |
| 451958     | 2014 MB58  | 27 ago 2009 | Kitt Peak     | Spacewatch          | Brangane  | MPC                           |
| 451959     | 2014 MN59  | 3 dez 2010  | Mount Lemmon  | Mount Lemmon Survey | —         | MPC                           |
| 451960     | 2014 MR59  | 10 dez 2005 | Kitt Peak     | Spacewatch          | —         | MPC                           |
| 451961     | 2014 MS60  | 3 mar 2006  | Kitt Peak     | Spacewatch          | —         | MPC                           |
| 451962     | 2014 MO61  | 21 jan 2012 | Catalina      | CSS                 | —         | MPC                           |
| 451963     | 2014 MR61  | 4 jan 2012  | Mount Lemmon  | Mount Lemmon Survey | —         | MPC                           |
| 451964     | 2014 NR3   | 10 ago 2010 | Kitt Peak     | Spacewatch          | —         | MPC                           |
| 451965     | 2014 NS9   | 30 set 2010 | Mount Lemmon  | Mount Lemmon Survey | —         | MPC                           |
| 451966     | 2014 NC16  | 28 jan 2010 | WISE          | WISE                | —         | MPC                           |
| 451967     | 2014 NV20  | 29 fev 2000 | Socorro       | LINEAR              | —         | MPC                           |
| 451968     | 2014 NP21  | 24 mai 2014 | Mount Lemmon  | Mount Lemmon Survey | —         | MPC                           |
| 451969     | 2014 NS22  | 27 jan 2007 | Kitt Peak     | Spacewatch          | —         | MPC                           |
| 451970     | 2014 NF24  | 20 nov 2003 | Kitt Peak     | Spacewatch          | —         | MPC                           |
| 451971     | 2014 NT26  | 19 nov 2006 | Kitt Peak     | Spacewatch          | —         | MPC                           |
| 451972     | 2014 NM28  | 16 jun 2009 | Mount Lemmon  | Mount Lemmon Survey | Brangane  | MPC                           |
| 451973     | 2014 NF29  | 14 dez 2010 | Mount Lemmon  | Mount Lemmon Survey | —         | MPC                           |
| 451974     | 2014 NO30  | 31 jan 2006 | Mount Lemmon  | Mount Lemmon Survey | —         | MPC                           |
| 451975     | 2014 NP34  | 14 mar 2007 | Kitt Peak     | Spacewatch          | Brangane  | MPC                           |
| 451976     | 2014 NU35  | 14 mar 2012 | Mount Lemmon  | Mount Lemmon Survey | —         | MPC                           |
| 451977     | 2014 NT39  | 2 out 2006  | Mount Lemmon  | Mount Lemmon Survey | —         | MPC                           |
| 451978     | 2014 NN42  | 1 nov 2007  | Kitt Peak     | Spacewatch          | —         | MPC                           |
| 451979     | 2014 NY43  | 8 mai 2008  | Mount Lemmon  | Mount Lemmon Survey | —         | MPC                           |
| 451980     | 2014 NT44  | 15 mar 2012 | Mount Lemmon  | Mount Lemmon Survey | Brangane  | MPC                           |
| 451981     | 2014 NS49  | 8 nov 2010  | Mount Lemmon  | Mount Lemmon Survey | —         | MPC                           |
| 451982     | 2014 NN55  | 16 ago 2009 | Kitt Peak     | Spacewatch          | Brangane  | MPC                           |
| 451983     | 2014 NS56  | 22 abr 2007 | Catalina      | CSS                 | —         | MPC                           |
| 451984     | 2014 NP58  | 10 abr 2013 | Mount Lemmon  | Mount Lemmon Survey | —         | MPC                           |
| 451985     | 2014 NS60  | 15 mai 2005 | Mount Lemmon  | Mount Lemmon Survey | —         | MPC                           |
| 451986     | 2014 NC62  | 1 out 2006  | Kitt Peak     | Spacewatch          | —         | MPC                           |
| 451987     | 2014 NL62  | 4 fev 2009  | Mount Lemmon  | Mount Lemmon Survey | —         | MPC                           |
| 451988     | 2014 NM62  | 10 dez 2005 | Kitt Peak     | Spacewatch          | —         | MPC                           |
| 451989     | 2014 NR62  | 12 out 2010 | Mount Lemmon  | Mount Lemmon Survey | —         | MPC                           |
| 451990     | 2014 OU12  | 7 fev 2008  | Kitt Peak     | Spacewatch          | —         | MPC                           |
| 451991     | 2014 OX13  | 14 set 2007 | Anderson Mesa | LONEOS              | Juno      | MPC                           |
| 451992     | 2014 OX14  | 5 mar 2008  | Kitt Peak     | Spacewatch          | —         | MPC                           |
| 451993     | 2014 OZ19  | 5 nov 2007  | Mount Lemmon  | Mount Lemmon Survey | —         | MPC                           |
| 451994     | 2014 OH20  | 13 mar 2013 | Kitt Peak     | Spacewatch          | —         | MPC                           |
| 451995     | 2014 OM26  | 30 dez 2005 | Kitt Peak     | Spacewatch          | —         | MPC                           |
| 451996     | 2014 OG30  | 27 jan 2006 | Kitt Peak     | Spacewatch          | —         | MPC                           |
| 451997     | 2014 OR35  | 7 fev 2006  | Kitt Peak     | Spacewatch          | —         | MPC                           |
| 451998     | 2014 OH37  | 17 fev 2013 | Kitt Peak     | Spacewatch          | —         | MPC                           |
| 451999     | 2014 OA39  | 5 out 2004  | Kitt Peak     | Spacewatch          | —         | MPC                           |
| 452000     | 2014 OQ45  | 25 dez 2005 | Kitt Peak     | Spacewatch          | —         | MPC                           |